# Jiří Havlíček (výtvarník)
Jiří Havlíček (14. dubna 1946 Brno – 7. prosince 2023 tamtéž) byl český výtvarník, grafik, teoretik a historik umění. Celoživotně působil jako pedagog na Katedře výtvarné výchovy Pedagogické fakulty Masarykovy univerzity. Byl manželem teatroložky prof. Margity Havlíčkové.

## Život a dílo
Narodil se 14. dubna 1946 v Brně, jeho otcem byl pánský krejčí Antonín Havlíček, matkou Anna, rozená Chrtová. V 60. letech 20. století vystudoval teorii a dějiny výtvarného umění na Filosofické fakultě tehdejší Univerzity Jana Evangelisty Purkyně v Brně (Masarykova univerzita), u Bohdana Laciny, Alberta Kutala a Václava Richtera. Studium absolvoval v roce 1970. Byl představitelem českého výtvarného surrealismu druhé poloviny 20. století, a autorem množství grafik a kreseb, které jsou zastoupeny ve sbírkách českých i zahraničních muzeí a galerií, svá díla vystavoval doma i ve světě v rámci individuálních i kolektivních výstav. Publikoval řadu textů k filosofii i teorii umění, pod svým vlastním jménem i pod pseudonymy „Chrt“ a „Krtek“. Editoval samizdatové sborníky Merlin.

## Raná tvorba
Již během studií na gymnáziu Koněvova (dnes Gymnázium Brno, Vídeňská) byl s dalšími spolužáky členem výtvarné skupiny „Nezralí“ (členy skupiny byli mj. architekt, malíř, grafik a pedagog Aleš Navrátil a režisér Karel Fuksa). V raném období jeho tvorby, koncem šedesátých let, v sedmdesátých a částečně i v osmdesátých letech vznikly grafické listy a kresby ovlivněné surrealismem, fantaskním uměním, zájmem o esoteriku, hermetismus a sci-fi literaturu. Vedle Jana Nováka, Pavla Řezníčka, Arnošta Goldflama, Karla Fuksy, Jiřího Hynka Kocmana, Leoše „Bacona“ Slaniny, Evy „Trudy“ Vidlařové, Františka „Franty“ Kocourka a dalších patřil k členům tzv. brněnské bohémy, neformální umělecké, básnické a performerské skupiny 60. a 70. let. V románu Pavla Řezníčka „Hvězdy kvelbu“, který pojednává o postavách brněnské bohémy, vystupuje Havlíček jako „Jiří Pavlíček-Chrt“.
Havlíček udržoval kontakty s představiteli západoevropského i domácího uměleckého prostředí, které mělo silný vliv na jeho vlastní tvorbu. Zásadní vliv na něj měl zejména Vratislav Effenberger, literární teoretik a představitel českého poválečného surrealismu, který zveřejňoval jeho rané práce v surrealistické revui Analogon. Přátelil se rovněž se surrealistou Martinem Stejskalem, malířem, esejistou a esoterikem. Spolu se svými přáteli, mj. básníkem Pavlem Řezníčkem a výtvarníky Arnoštem Budíkem, Alešem Navrátilem, Josefem Kremláčkem a Václavem Pajurkem působil v surrealistické skupině Lacoste (činná od poloviny 60. do počátku 70. let), udržující kontakty s evropskými surrealisty, mj. s pařížskou skupinou André Bretona. Členové Lacoste se stali rovněž členy Centre internationale actualité fantastic et magique se sídlem v Bruselu.
Havlíčkovou zásluhou vznikla posléze skupina Merlin (Merlin sedmi), vydávající stejnojmenný sborník. Vystavoval svá díla doma i v zahraničí (Jugoslávie, západní Berlín, Belgie, Francie, Itálie, Rakousko, Španělsko). Havlíček od 60. let cestoval, navštívil řadu zemí západní Evropy, nechával se inspirovat výtvarnými památkami Francie, Itálie, Velké Británie. Zejména do těchto zemí se celoživotně vracel. Navázal tam četné osobní kontakty s výtvarníky, galeristy i sběrateli umění. Udržoval kontakty např. s belgickým umělcem a básníkem Aubinem Pasquem, představitelem belgického surrealismu Maxem Baucaillem, západoněmeckým teoretikem umění Wilhelmem Schmidtem-Schmidtgenem, pařížským surrealistou Adrienem Daxem. Ten jej uvedl do prostředí francouzských surrealistů, navazujících na činnost Bretonovy skupiny. Havlíčkovým dlouholetým přítelem byl pařížský levicový intelektuál a bibliofil Gustave Dassonville, vydavatele revue Le Brûlot. Dassonville Havlíčka seznámil s Josefem Šímou. Mezi Havlíčkovými pařížskými přáteli byla i německá malířka Sigrid Koring a její přítel, spisovatel Walter Kubler. Ti jej zásobovali informacemi o kulturním dění v západní Evropě a výtvarnou literaturou. Díky těmto kontaktům se Havlíčkovy práce stály součástí sbírek pařížské Bibliothèque nationale de France, Galerie Paul Prouté, galerie Allen a Passepartout v Kodani, galerie Solaria v Miláně.

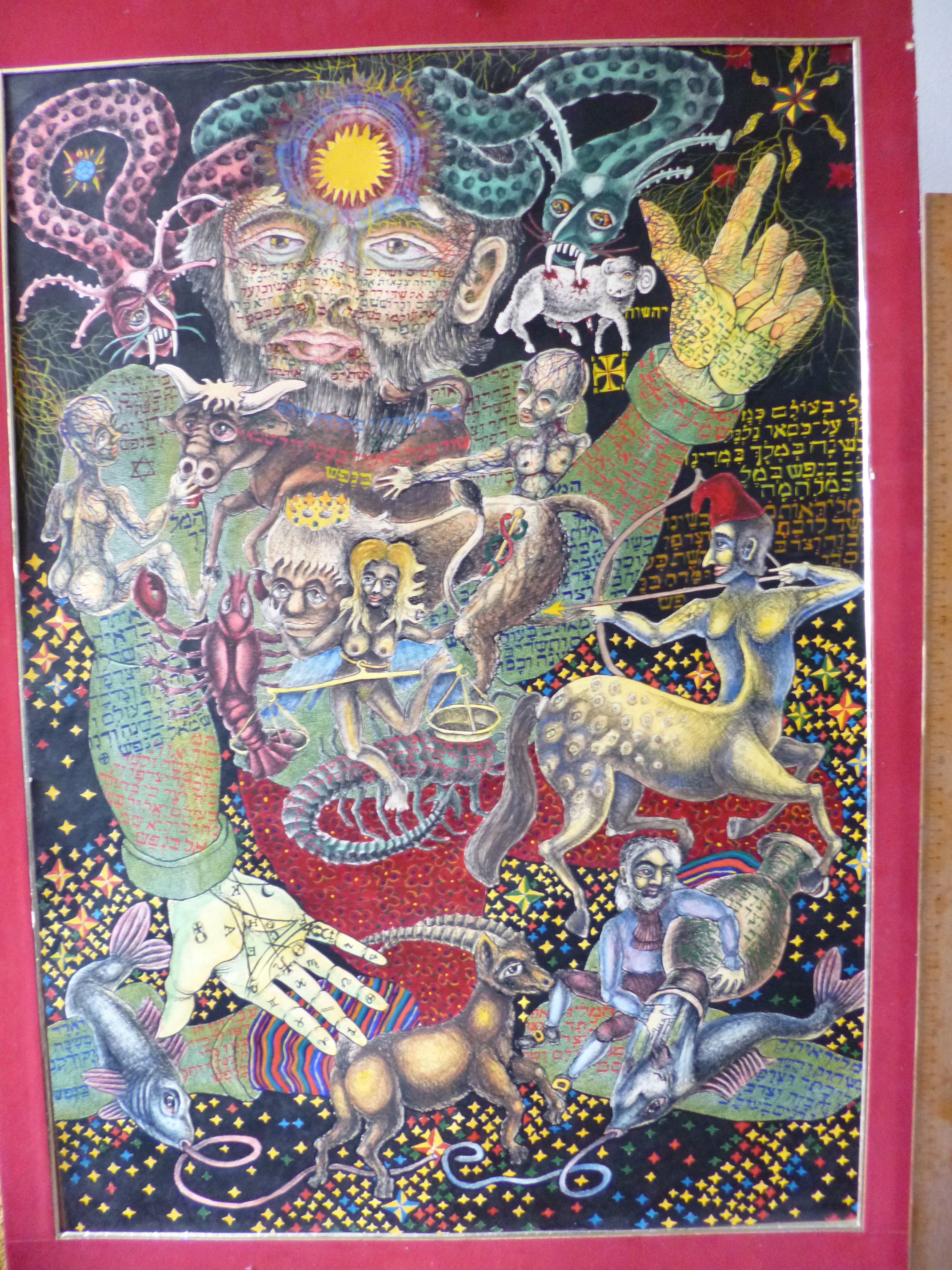
Jiří Havlíček, „Puruša - astrolog“, autoportrét, malba, nedatováno

Havlíček spolupracoval i s italskými surrealisty, své eseje publikoval mj. v revui Egolalia bolzanského výtvarníka Maxe Radicioniho. Z českých inspiračních zdrojů Havlíčkovy tvorby lze uvést přátelství s brněnským esoterikem, matematikem, malířem a hudebníkem Milanem Zimmermannem. Díky Zimmermannově bohaté knihovně se Havlíček hlouběji seznámil s esoterickou literaturou a s dílem Carla Gustava Junga. Zajímal se o tradice alchymie, kabaly a o dílo Paracelsa. Začal intenzivně bádat v dílech křesťanských mystiků. Témata inspirovaná hermetikou a esoterikou byla námětem řady Havlíčkových grafických listů, ovlivněných též jeho cestami po uměleckých památkách, katedrálách a megalitických pravěkých monumentech západní Evropy, zejména Itálie, Francie a jeho milované Bretaně, kam se po celý život rád vracel.

## 70. a 80. léta, tvorba 90. let a počátku 21. století

### Spolupráce s Karlem Tutschem
Zásadní význam pro Havlíčkovu tvorbu mělo setkání se sběratelem umění, kurátorem a galeristou Karlem Tutschem, s nímž se seznámil na sklonku 60. let. S Tutschem Havlíček dlouhá léta spolupracoval a jako teoretik umění ovlivnil vznik unikátní Tutschovy sbírky moderního českého umění. Vytvářel též drobné lepty s populárními náměty, které Tutsch následně distribuoval. V edici Merlin Havlíček postupně vytiskl cyklus Species Alchymiae Et Utraeque Magiae (Druhy alchymie a obou kouzel, 1970), kompletní tarotovou arkánu koncipovanou jako jednotlivá exlibris přátel a sběratelů, v níž sám sebe vtělil do karty škýze – šaška – na posledním, nečíslovaném tarotu (1971–1975). Dále vytvořil cyklus planet sluneční soustavy s postavou hvězdopravce Tutsche a nebeského alchymisty Havlíčka (1974) a humorný cyklus Le Chien (Pes, 1977).

### Graphica Alchymica, Graphica Cosmica, Graphica Illuminata
V letech 1971–1981 Havlíček vytvořil rozsáhlý cyklus leptů Graphica Alchymica, doplňovaný posléze dalšími cykly grafických listů Graphica Cosmica et Scatologica a Graphica Illuminata. Doslova klíčovým dílem tohoto období byl grafický list Sefer Jecira. Havlíček sám o něm napsal: „Prvním grafickým listem, jehož prostřednictvím jsem se vědomě naklonil nad tematickou hlubinu křesťanské esoteriky, byl mědilept Sefer Jecira, který vznikl během roku 1971. Svou kruhovou, písmovou i obrazovou kompozicí je věrnou reprodukcí originálního díla nizozemského rytce Pauluse van der Doorta z Antverp. Rytec pracoval pod vedením lipského teosofa Heinricha Khunratha na sérii obrazců, jež byly roku 1609 publikovány ve spise Amphiteatrum Sapientiae Aeternae Solius Verae Christiano-Kabalisticum.“

### Inspirace a spolupráce se Stanislavem Malým
Pro Havlíčkovu další tvorbu, čerpající tematicky z křesťanské mystiky a vznikající v 70. a 80. letech, mělo zásadní význam celoživotní přátelství s východočeským katolickým sochařem a básníkem Stanislavem Malým, který v letech 1972–1974 s Havlíčkem spolupůsobil na brněnské Pedagogické fakultě UJEP (dnes PdF Masarykovy univerzity). Díky Malému se Havlíček seznámil s díly španělských katolických mystiků a světců, zejména sv. Jana od Kříže, Jindřicha Susa, sv. Terezie z Ávily anebo sv. Ignáce z Loyoly. Toto ideové prostředí inspirovalo řadu Havlíčkových leptů tohoto období (série leptů Ježíš Kristus z r. 1976, série Křesťanští mystici, série Alchemistici – ta byla dedikována císaři Rudolfu II. a Havlíčkovu příteli, brněnskému básníku a polyhistorovi Janu Novákovi). Kromě specificky ztvárněných figurálních motivů čerpajících z Bible, apokryfních biblických textů, kabalistických spisů a děl křesťanských mystiků nesly Havlíčkovy lepty motivy hebrejských nápisů, Malého básní a úryvků dalších textů. Havlíček si ve svém díle začal stále častěji hrát s motivy písma, kaligrafie a liter středověkých iluminovaných rukopisů. Mezi velkoformátovými lepty s křesťanskými motivy lze zmínit Betlém, scénu Narození a Klanění sv. Tří králů. Své lepty vlastnoručně koloroval, doplňoval zlacenými motivy za pomoci starožitných tiskařských raznic, slepotisky a emaily, díky nimž grafické listy získávají svébytnou plasticitu.

### Post-surrealistické období

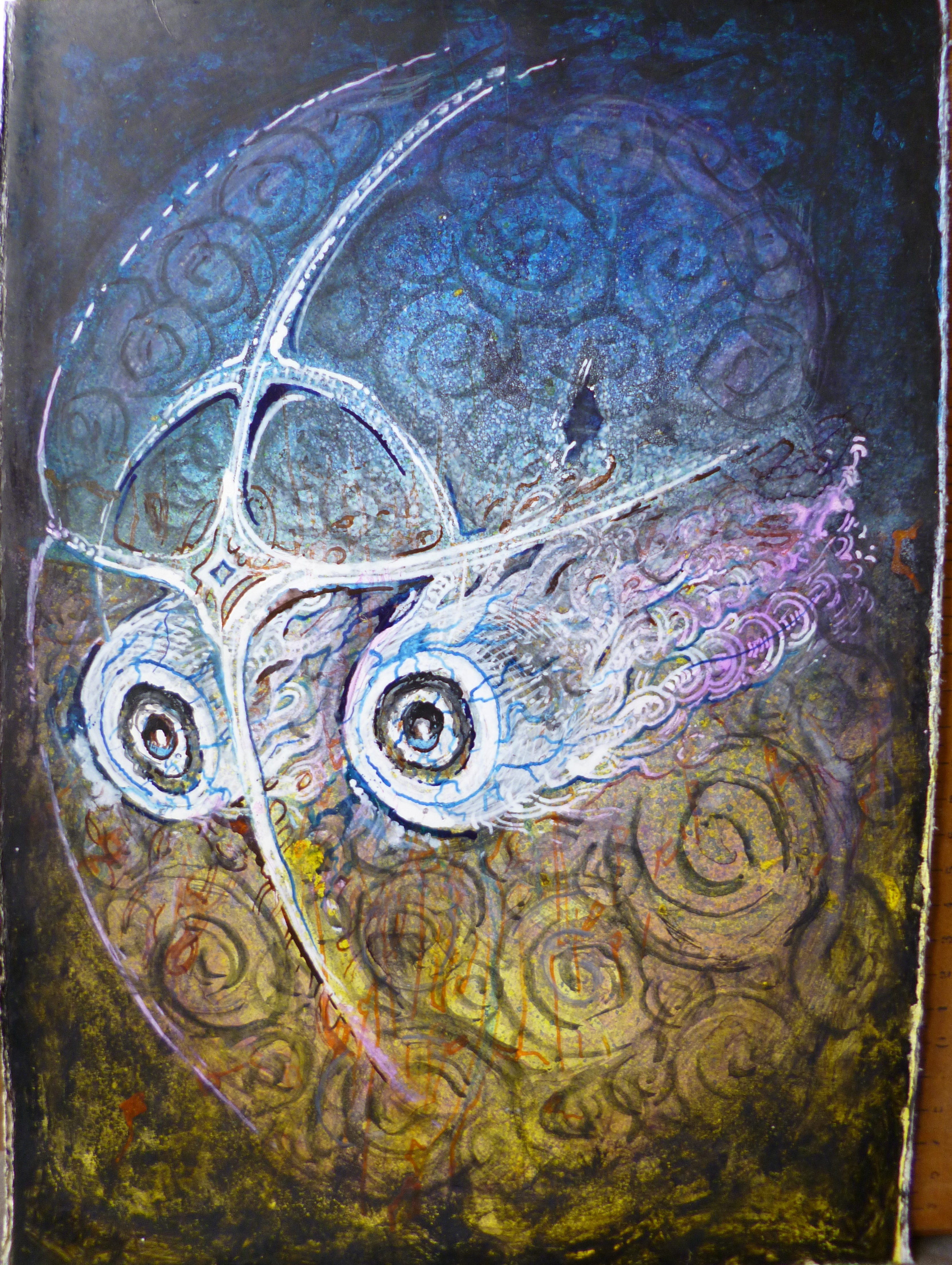
Jiří Havlíček, „Kosmický tvor - hlava“, kombinovaná technika, 2004

V 80. letech Havlíček svou tvorbou rozvíjel motivy svého surrealistického období. Kromě grafických listů vznikala další díla založená na kombinované technice, kresby a malby tuší doprovázené slepotiskem. Havlíček vytvářel komplikované kompozice s motivy vesmírných korábů, hlav kosmických monster inspirovaných díly manýristického umělce Giuseppe Arcimbolda, geometrizujících galaktických vírů vesmírné prahmoty. V posledních desetiletích Havlíčkovy tvorby – od konce 80. let – vznikla řada děl vytvářených kombinovanou technikou, s využitím tuší různých barev, anilinových barev, slepotisků, s využitím tiskařských raznic a dalších výtvarných postupů.
Havlíček experimentoval s nanášením barev za pomoci kovové fixírky a vzniklé tvary originálně dotvářel malbou a dalšími postupy a technikami. Vznikl cyklus abstraktních prací inspirovaných kaligrafií, arabskou anebo východoasijskou, Havlíčkovou fascinací pravěkým parietálním uměním, iro-keltskými kříži a rytinami na bretaňských megalitických stavbách (tumulus na ostrově Gavrinis atd.). Havlíčkova díla vytvářená kombinovanou technikou doprovází svébytný soubor symbolů, znaků vzniklých na základě širokých Havlíčkových znalostí dějin výtvarného umění, filosofie a náboženských tradic světa. Kromě toho do svých děl zanesl i geometrické motivy inspirované tvůrci středověkých katedrál, fascinovala jej kamenická práce Antonína Pilgrama, stavitele svatoštěpánského dómu ve Vídni. Častým motivem Havlíčkových děl tohoto období byla „silová pole“ tvořená dvojicí vzájemně propojených čtverců či obdélníků, modrého a žlutooranžového, doplněné množstvím kaligrafických a geometrických motivů a dalších symbolů. Vznikl též cyklus kombinovaných technik s motivem kříže, rozvinutého za pomoci znaků Havlíčkova originálního „pra-písma“, kaligrafické abecedy Stvoření, mnohdy připomínající složitě propletené historické keltské kříže raně středověkého Irska. Havlíčkova výtvarná práce vrcholí cyklem maleb tuší, mnohdy nedokončených, s figurálními motivy vycházejícími z křesťanství, mystiky či originálně ztvárněné kaligrafie. V období po roce 1989 často cestoval, k cílům jeho cest za uměleckými i přírodními památkami patřily zejména Itálie, Francie a Rakousko, ale také Britské ostrovy anebo západní pobřeží Spojených států. Udržoval přátelské kontakty s francouzskými a bretaňskými výtvarníky, působícími zejména na výtvarných školách v Lorientu a Remeši (Georges Le Bayon, Jean-Yves Boislève, Jean Clareboudt). Přátelil se a spolupracoval s umělcem, teoretikem umění a pedagogem Kennethem G. Hayem, emeritním profesorem Contemporary Art Practice at the University of Leeds, žijícím v jihofrancouzském Larroque, kde pořádá každoroční umělecké festivaly.
Žil a tvořil v Brně a v osadě Rybníček ve východočeských Nových Hradech.

## Galerie

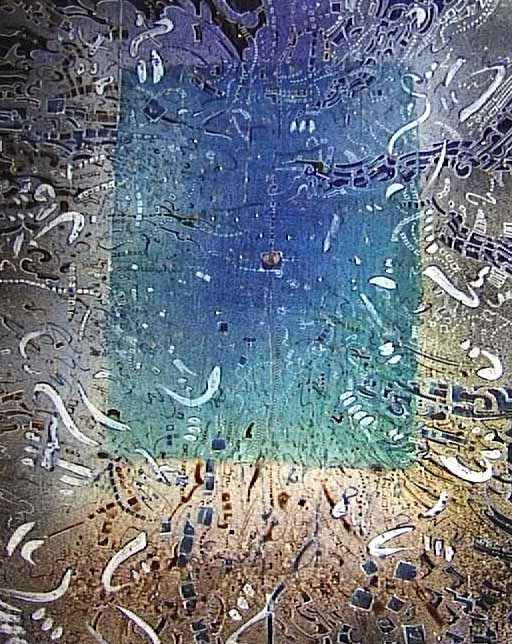
Jiří Havlíček, "Topos", detail, kombinovaná technika, nedatováno
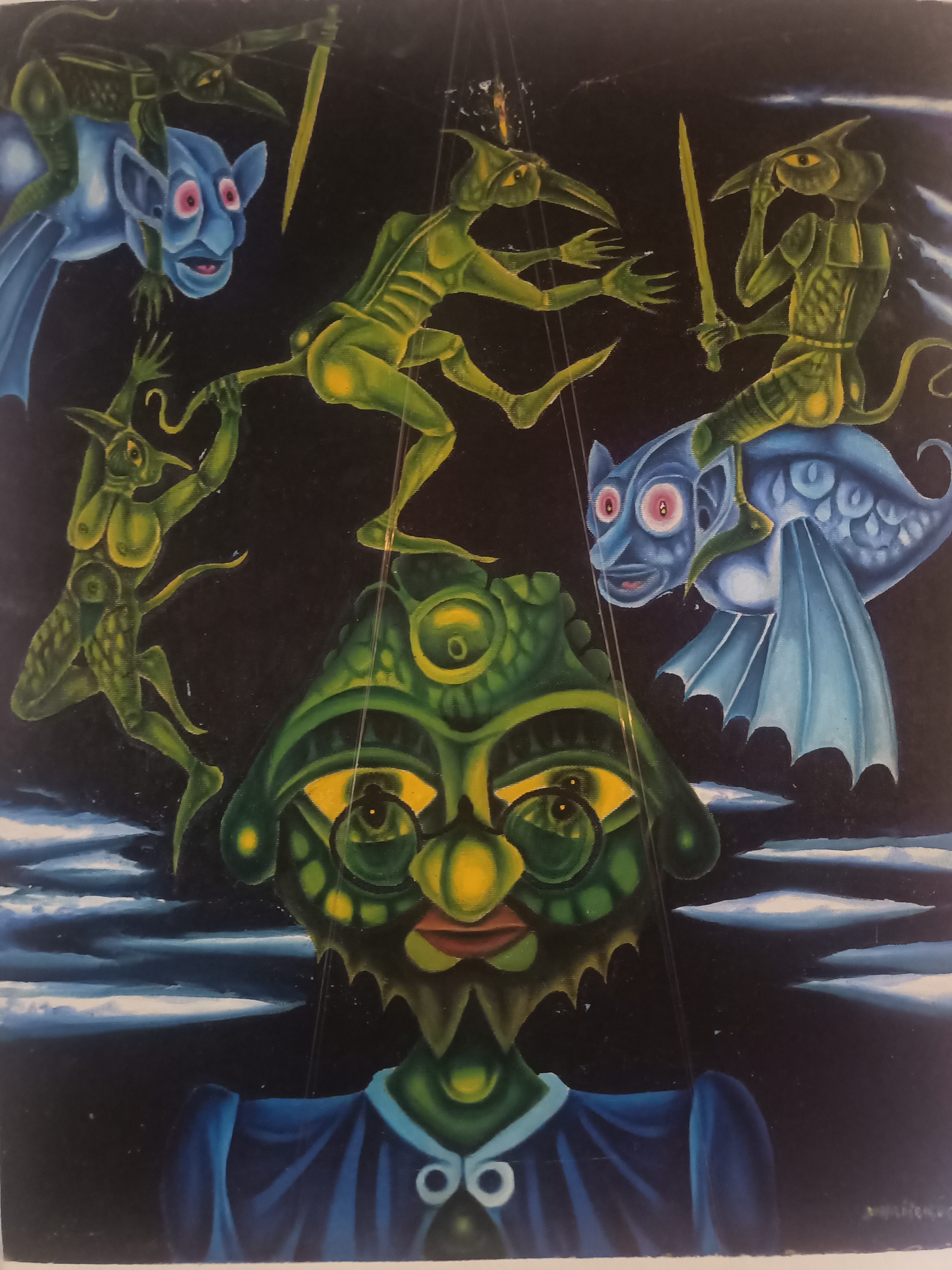
Jiří Havlíček, "Autoportrét", malba, nedatováno (poč. 70. let 20. století)
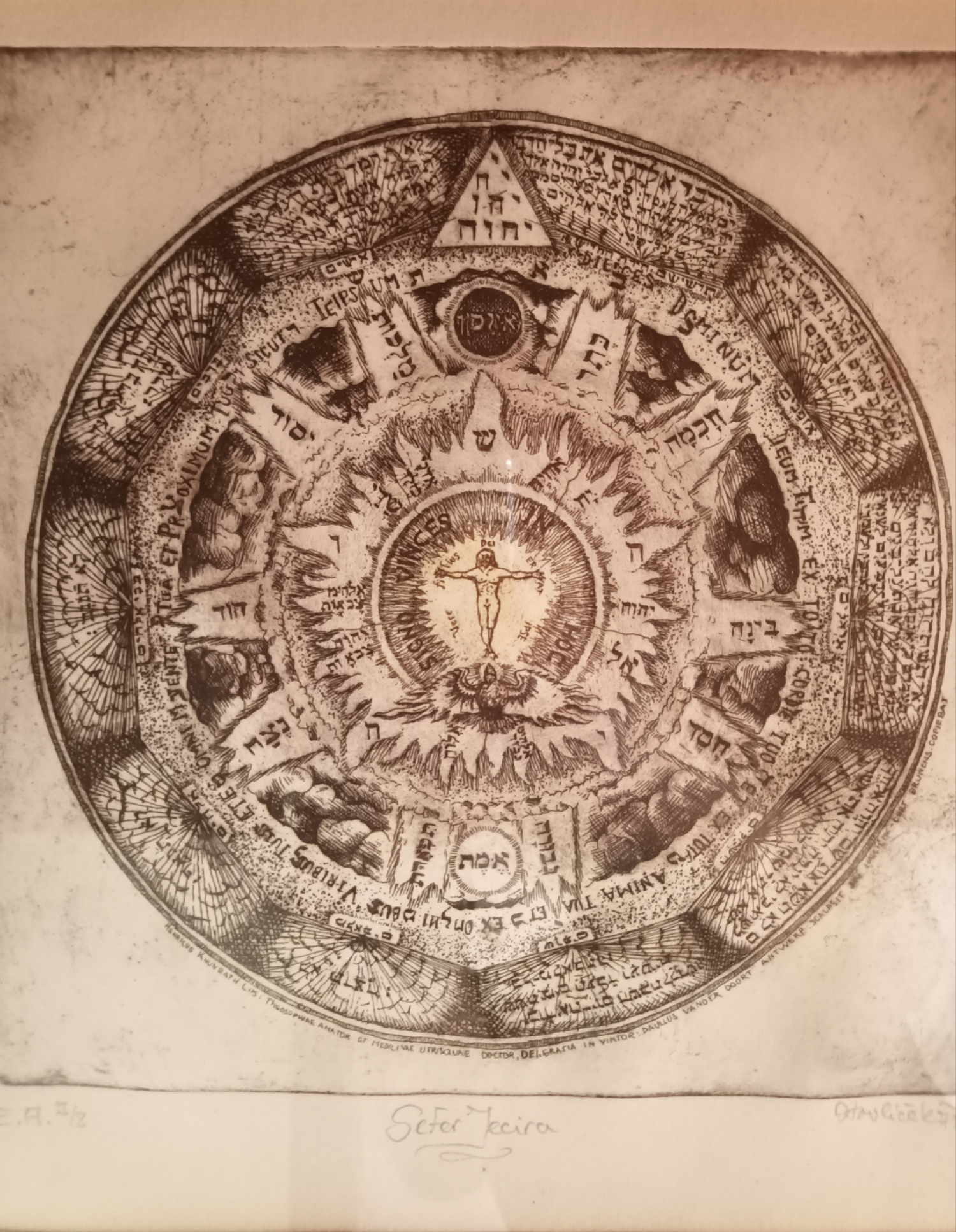
Jiří Havlíček, "Sefer jecira", mědiryt, 1971
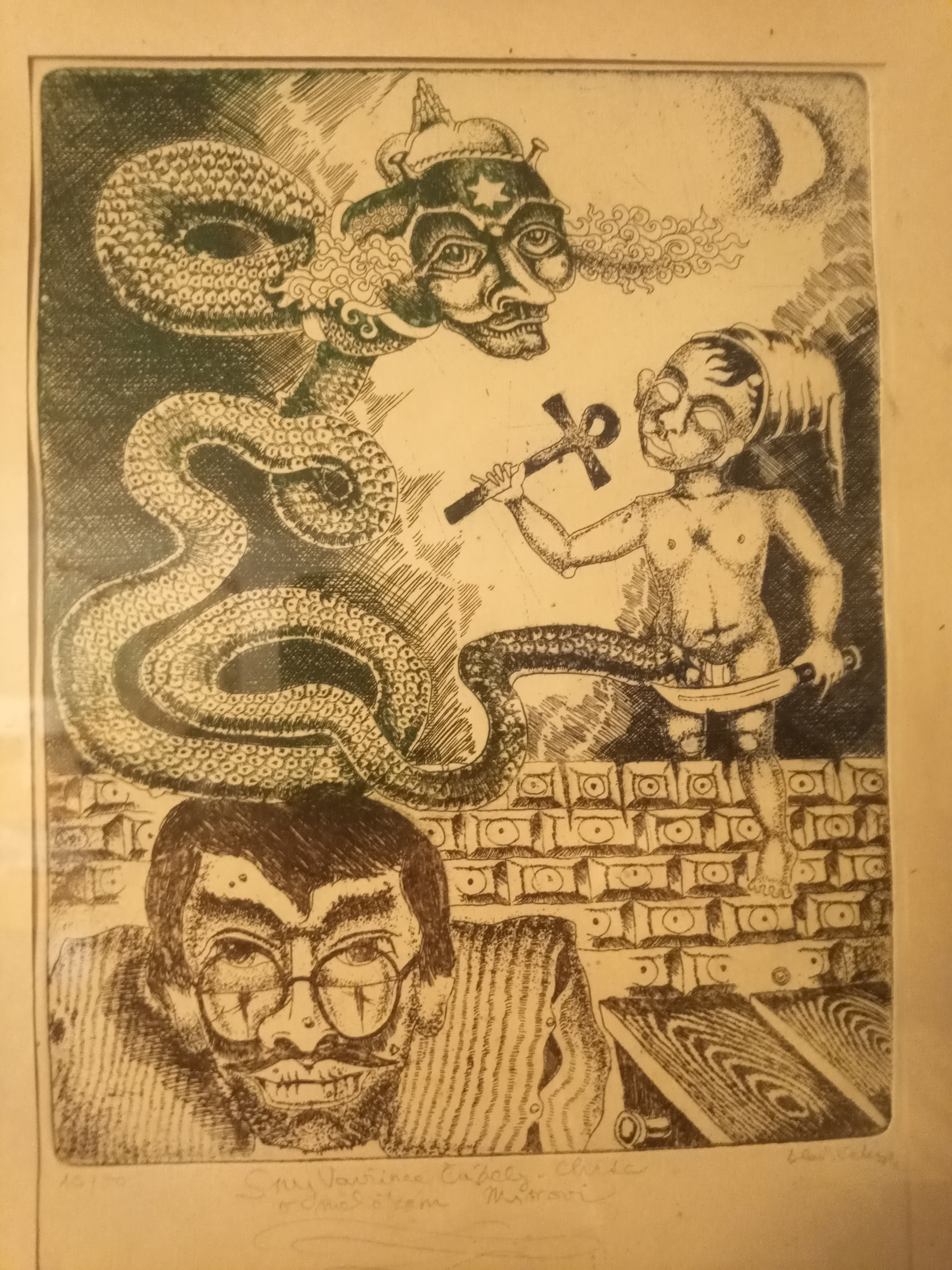
Jiří Havlíček, "Sen Vavřince Čábely-Chrta o malém Mitrovi", mědiryt, poč. 70. let 20. století
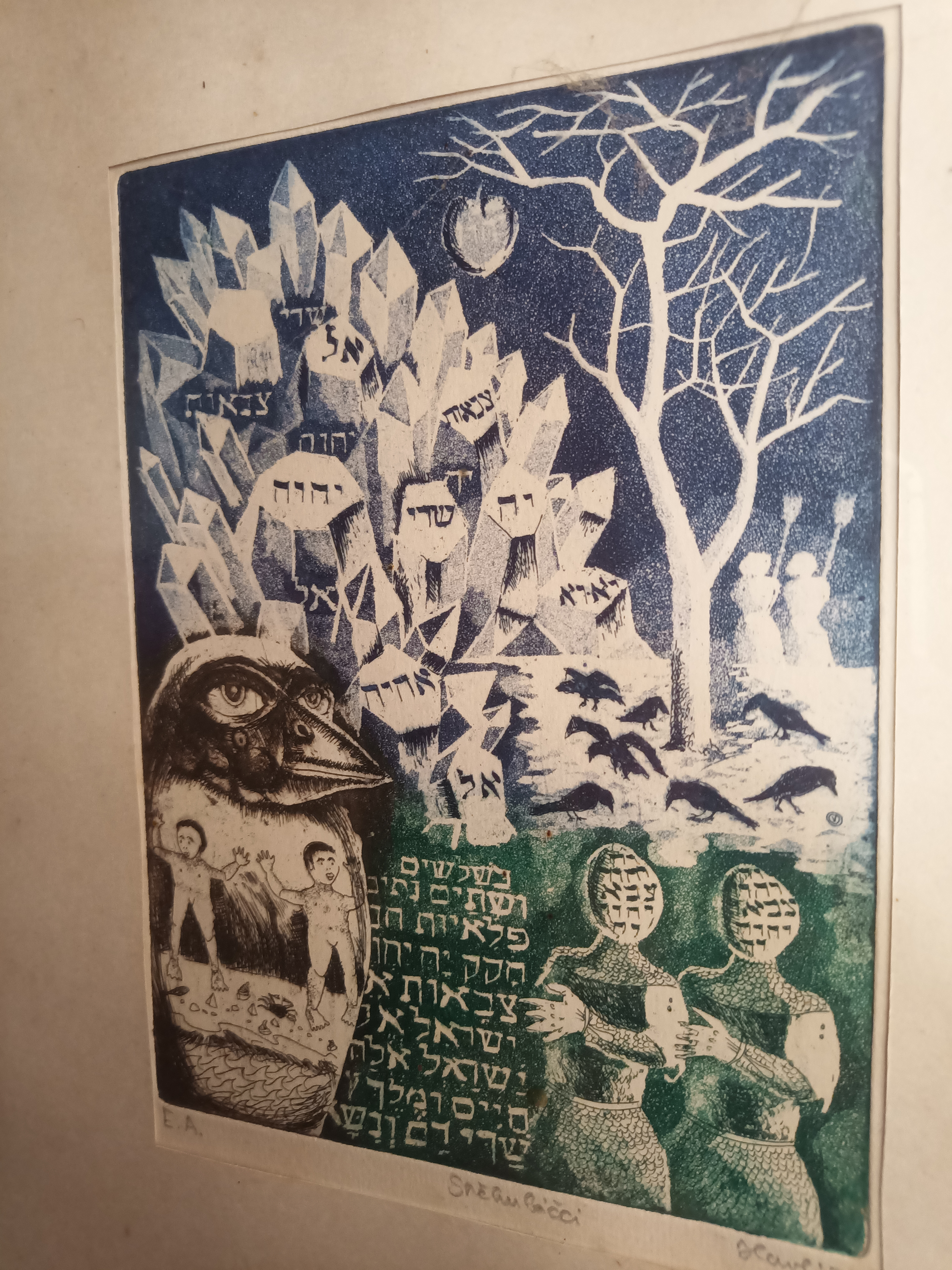
Jiří Havlíček, "Sněhuláčci", mědiryt, poč. 70. let 20. století
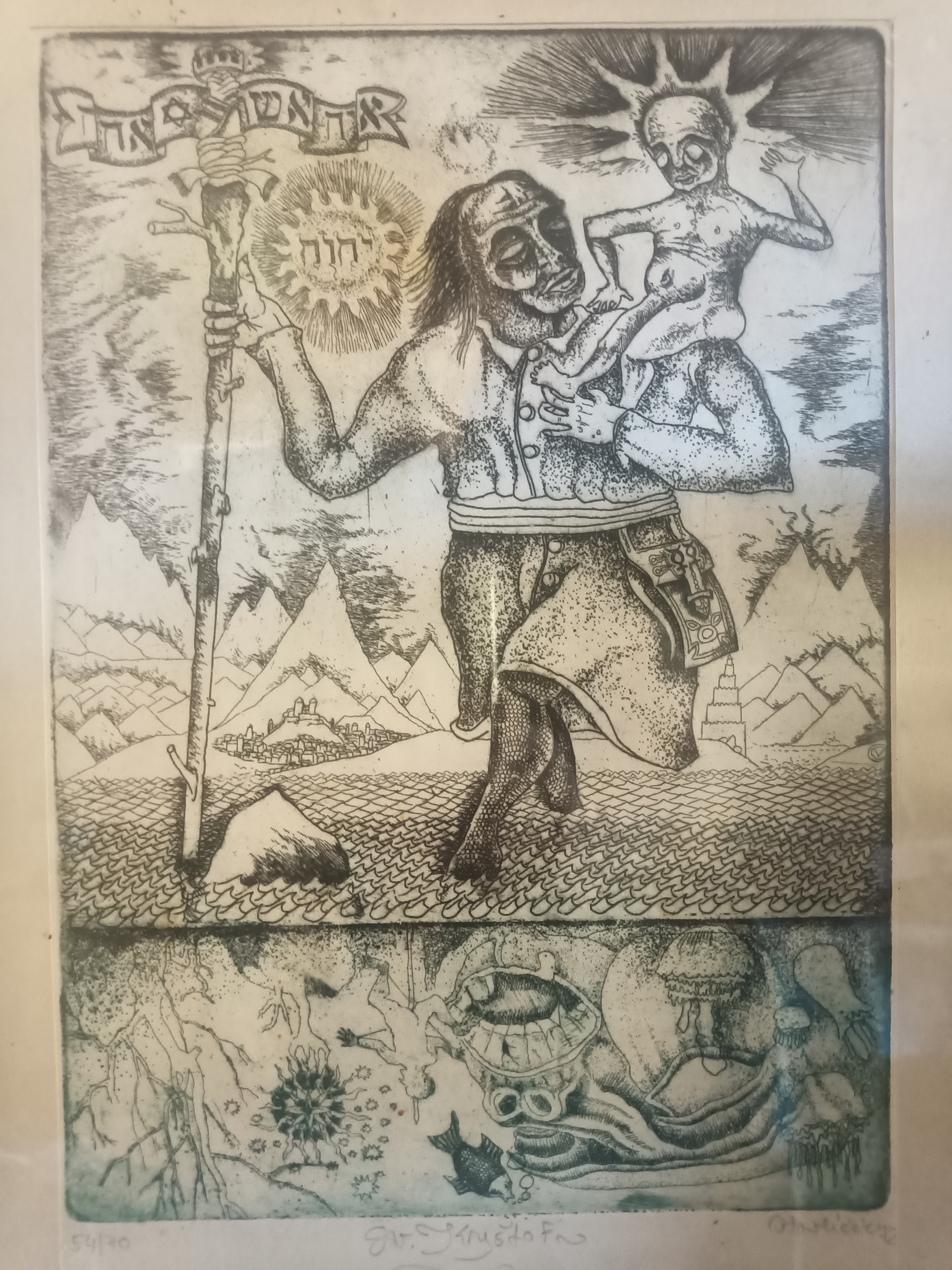
Jiří Havlíček, "Sv. Kryštof", mědiryt, 1972
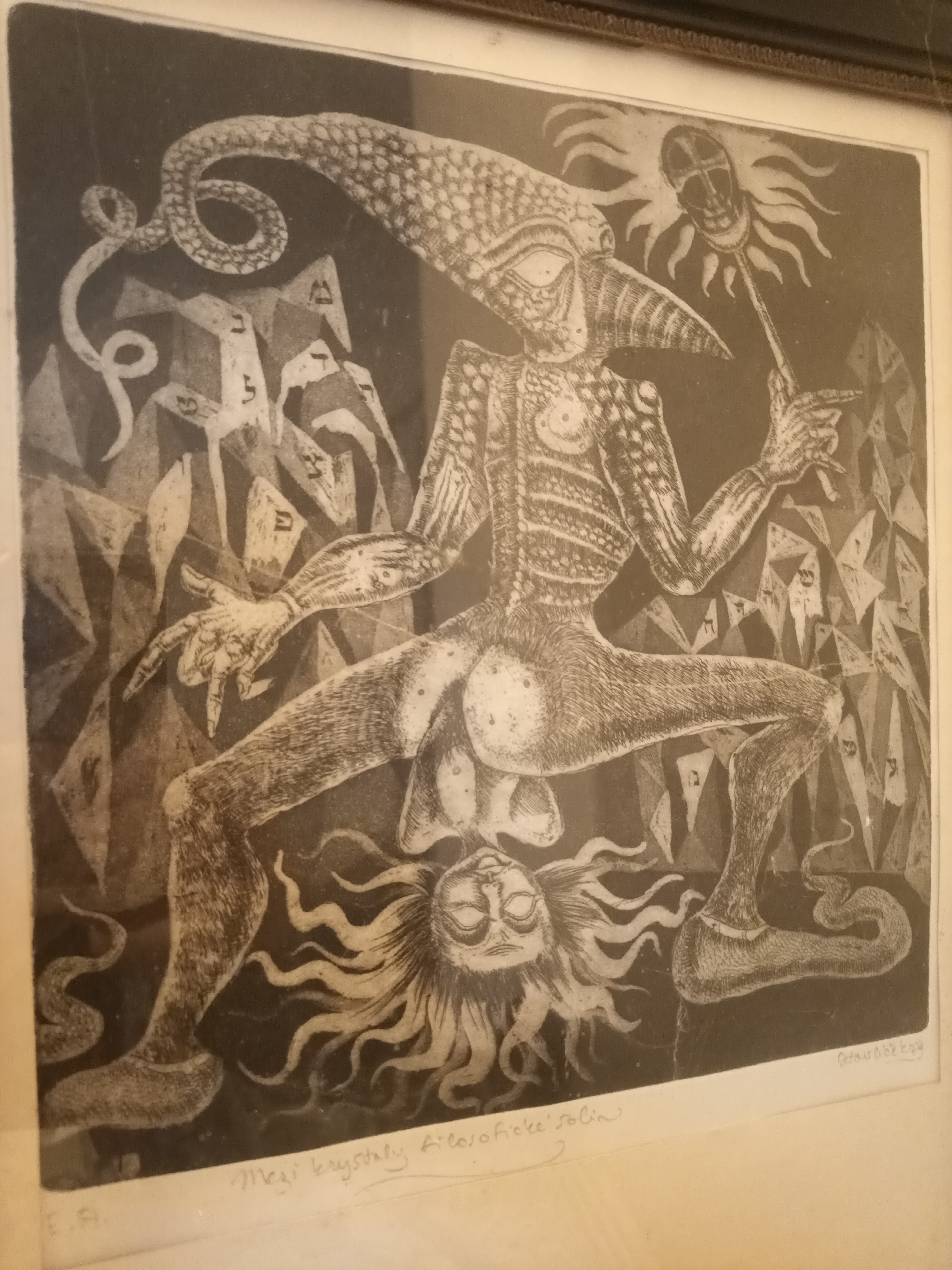
Jiří Havlíček, "Mezi krystaly filosofické soli", mědiryt, 70. léta 20. století
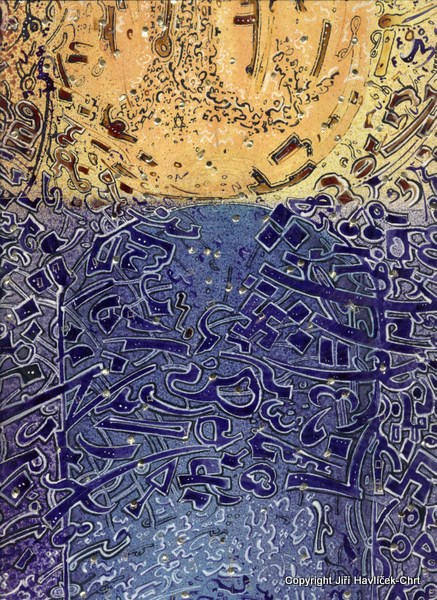
Jiří Havlíček, "Kosmická silová pole - abeceda stvoření", detail, kombinovaná technika, nedatováno
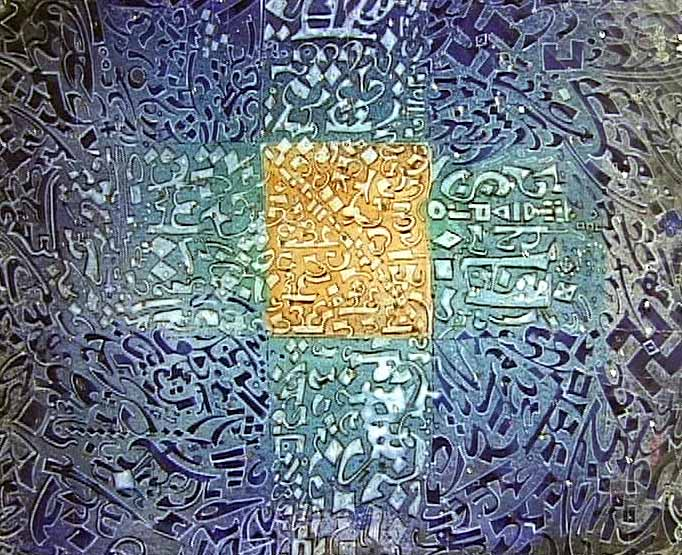
Jiří Havlíček, "Crux - Labrys", detail, kombinovaná technika, nedatováno
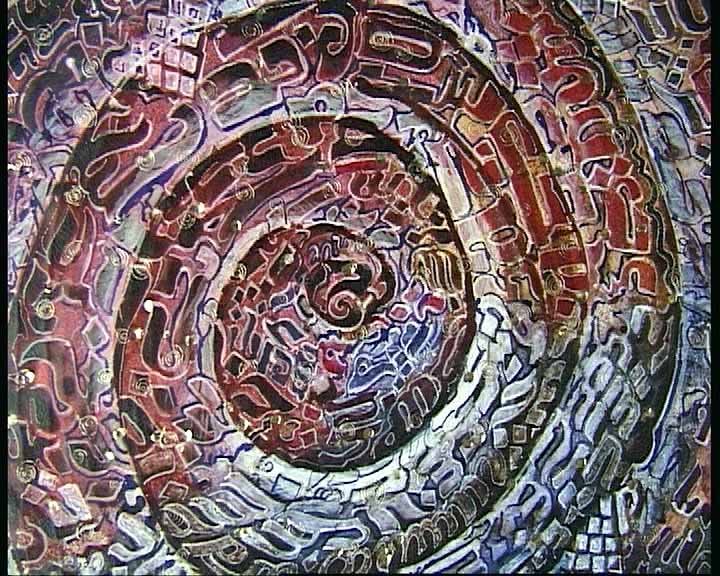
Jiří Havlíček, "Lungmei  - dračí žíla", detail, kombinovaná technika, nedatováno
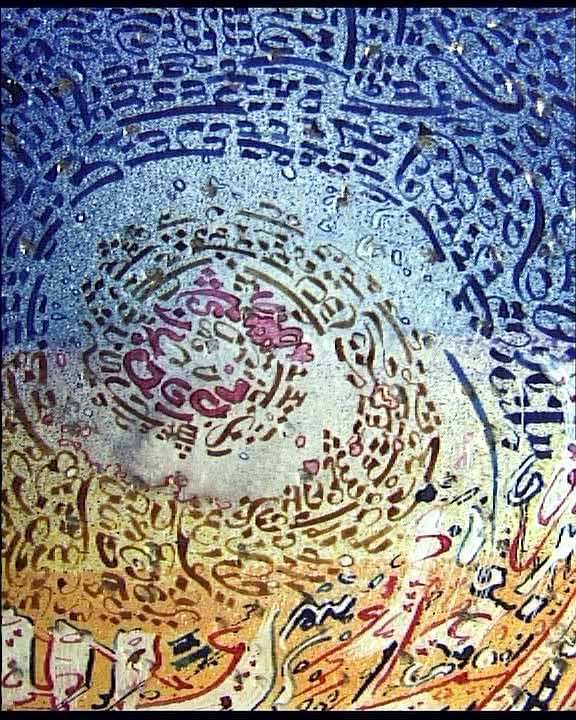
Jiří Havlíček, "Lungmei  - dračí žíla", detail, kombinovaná technika, nedatováno
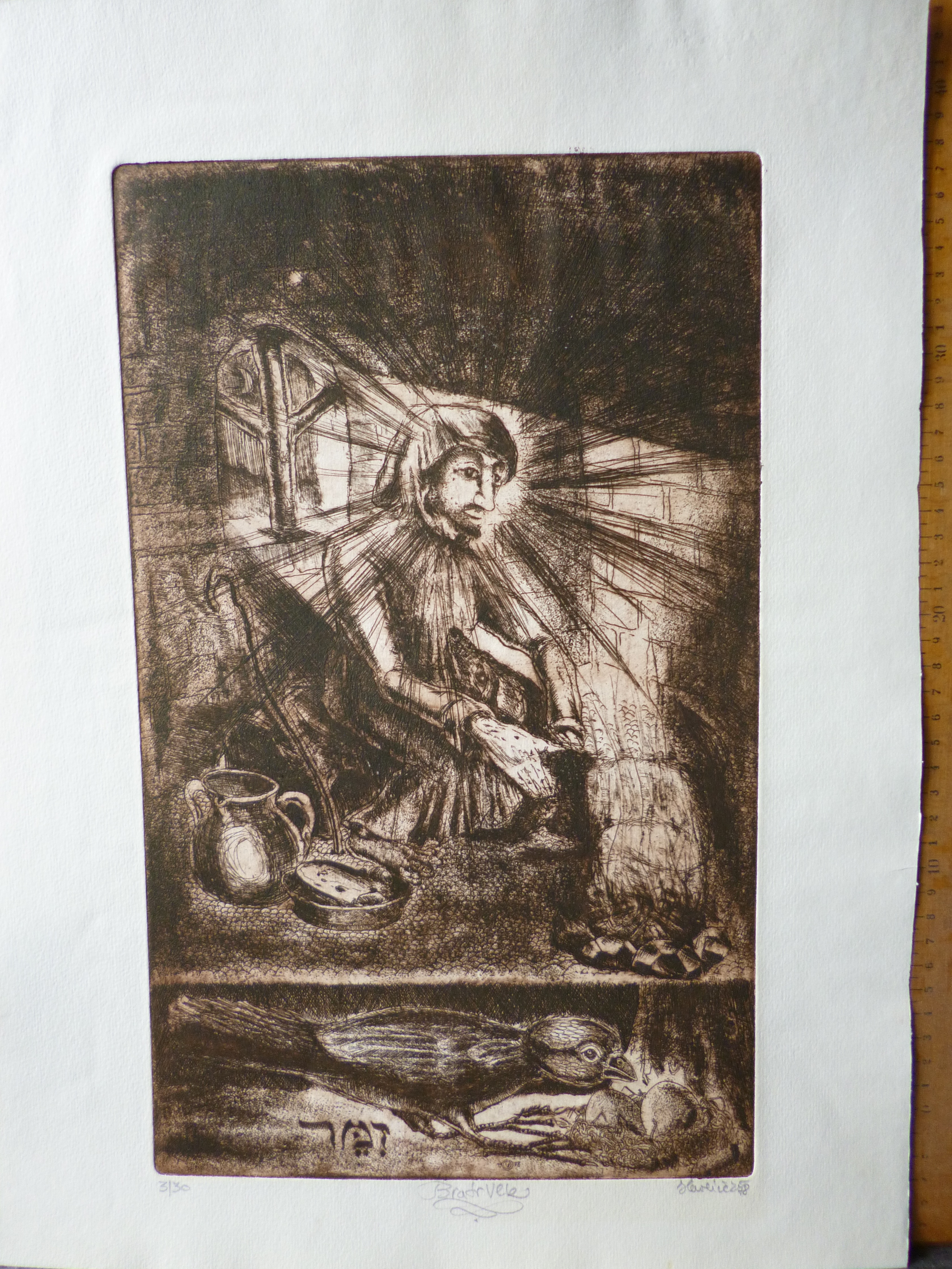
Jiří Havlíček, "Bratr vlk", lept, 1978
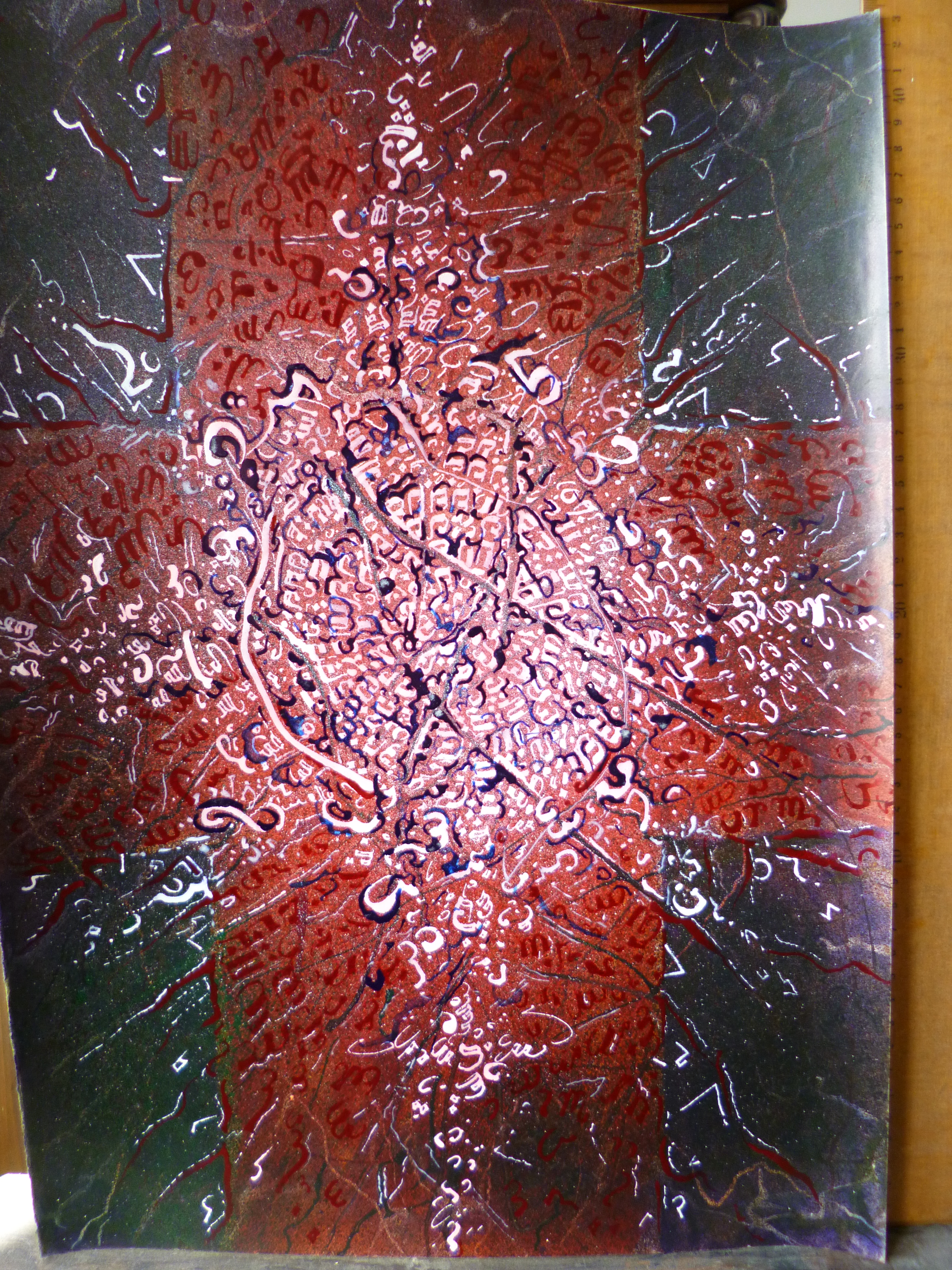
Jiří Havlíček, "Kříž", kombinovaná technika, 2003
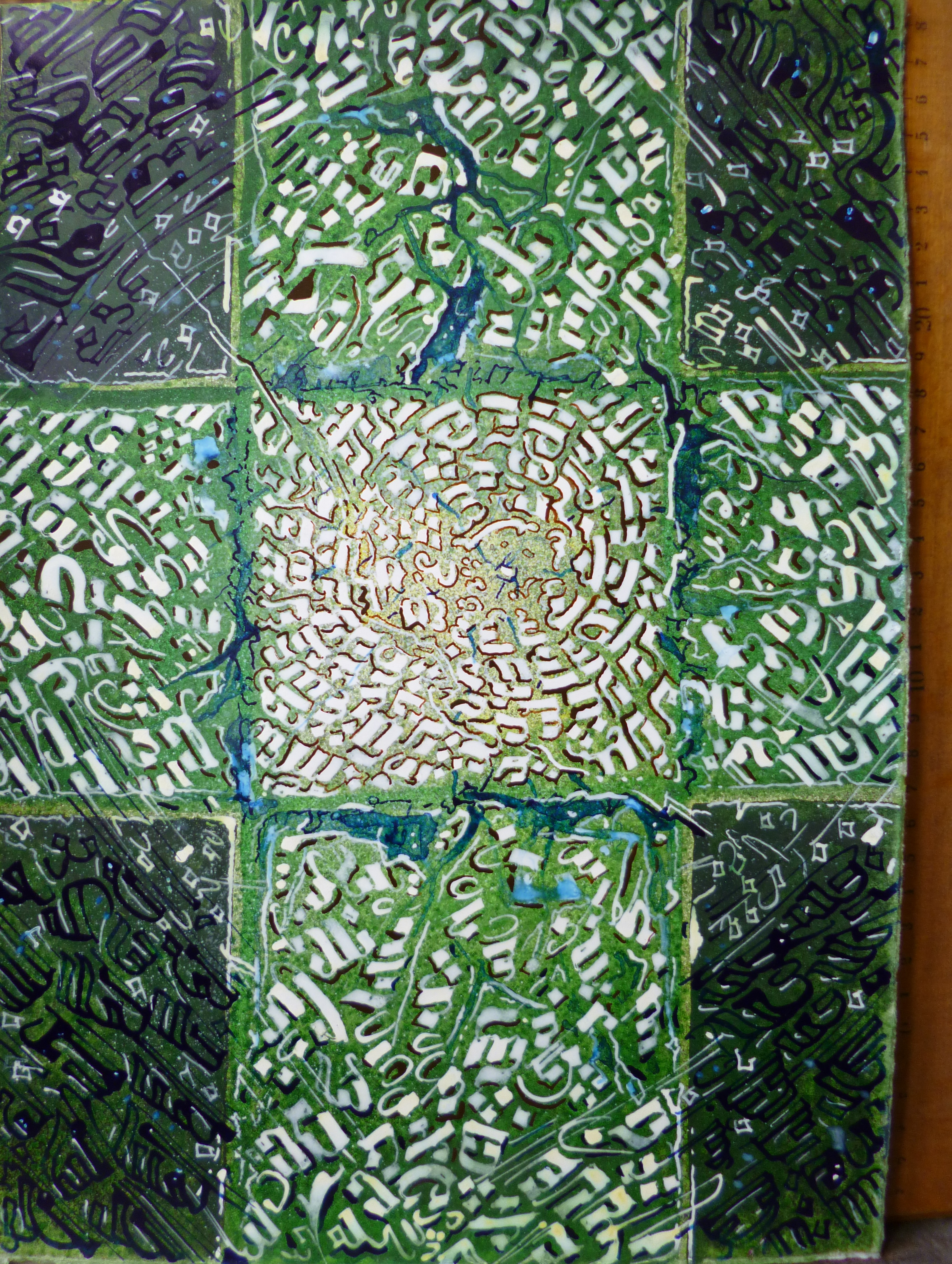
Jiří Havlíček, "Kříž", kombinovaná technika, 2003
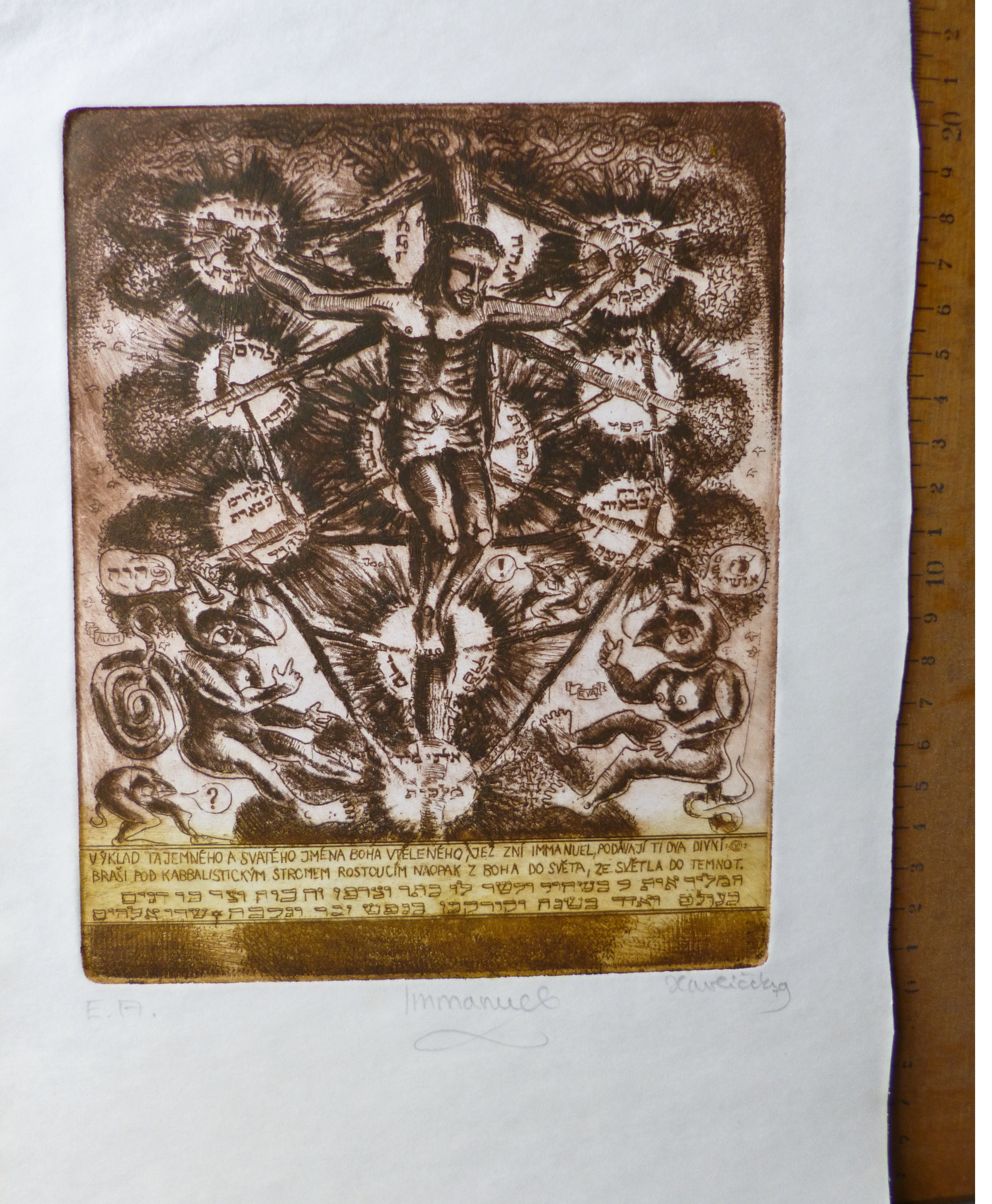
Jiří Havlíček, "Immanuel", lept, 1979
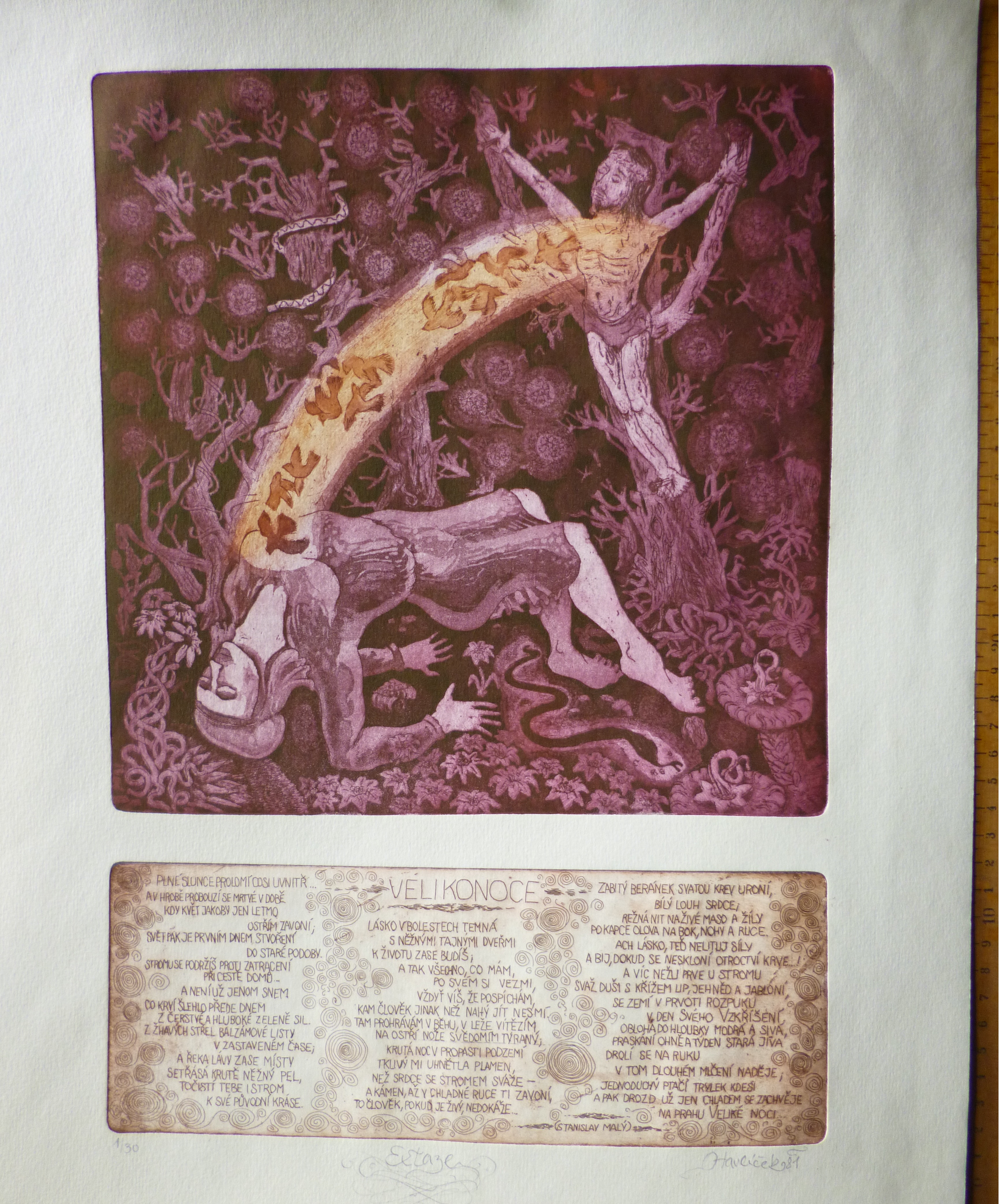
Jiří Havlíček, "Extaze", s textem Stanislava Malého, kolorovaný lept, 1981
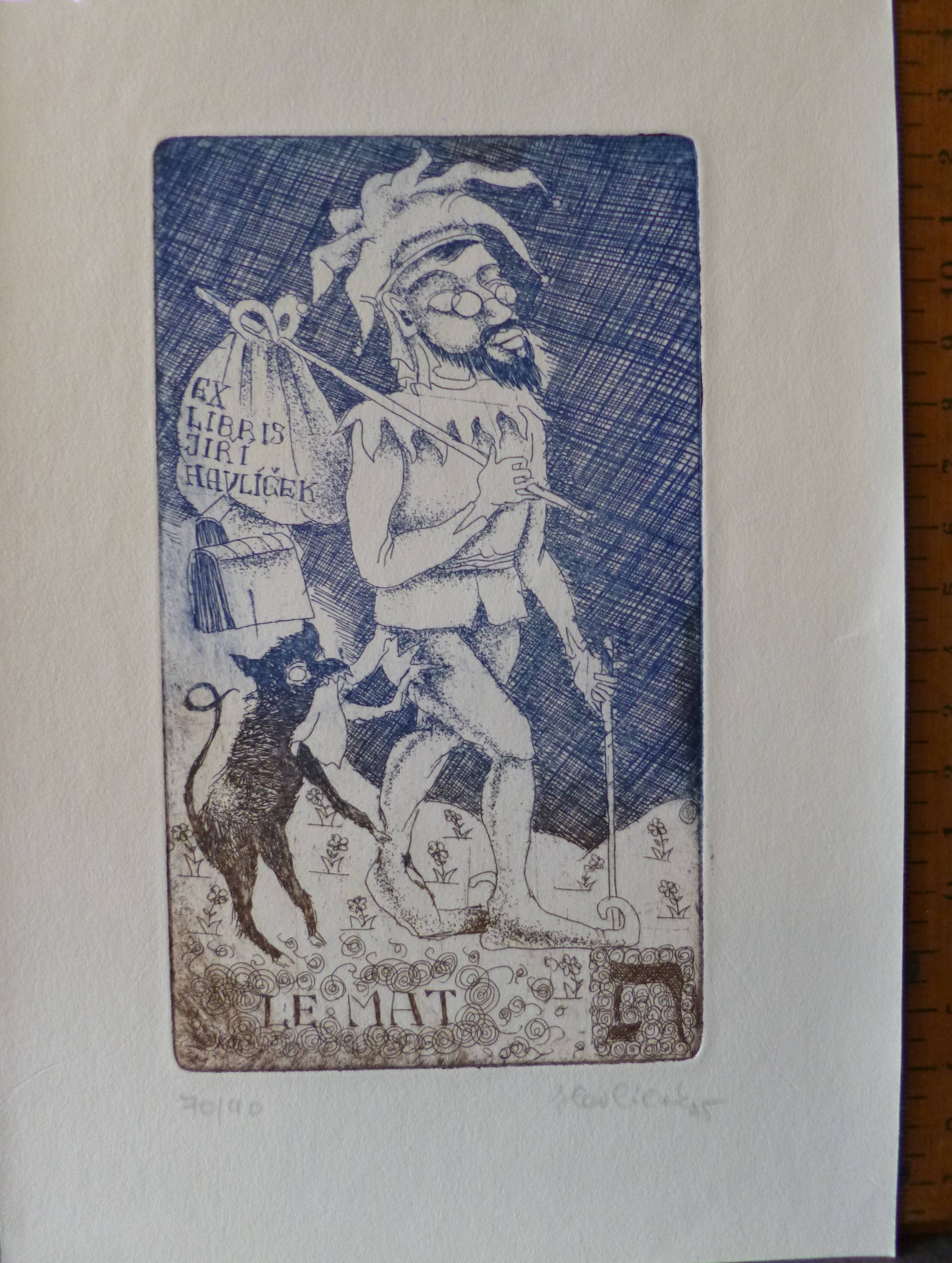
Jiří Havlíček, "Škýz - blázen", tarotová karta - exlibris, lept, 1975
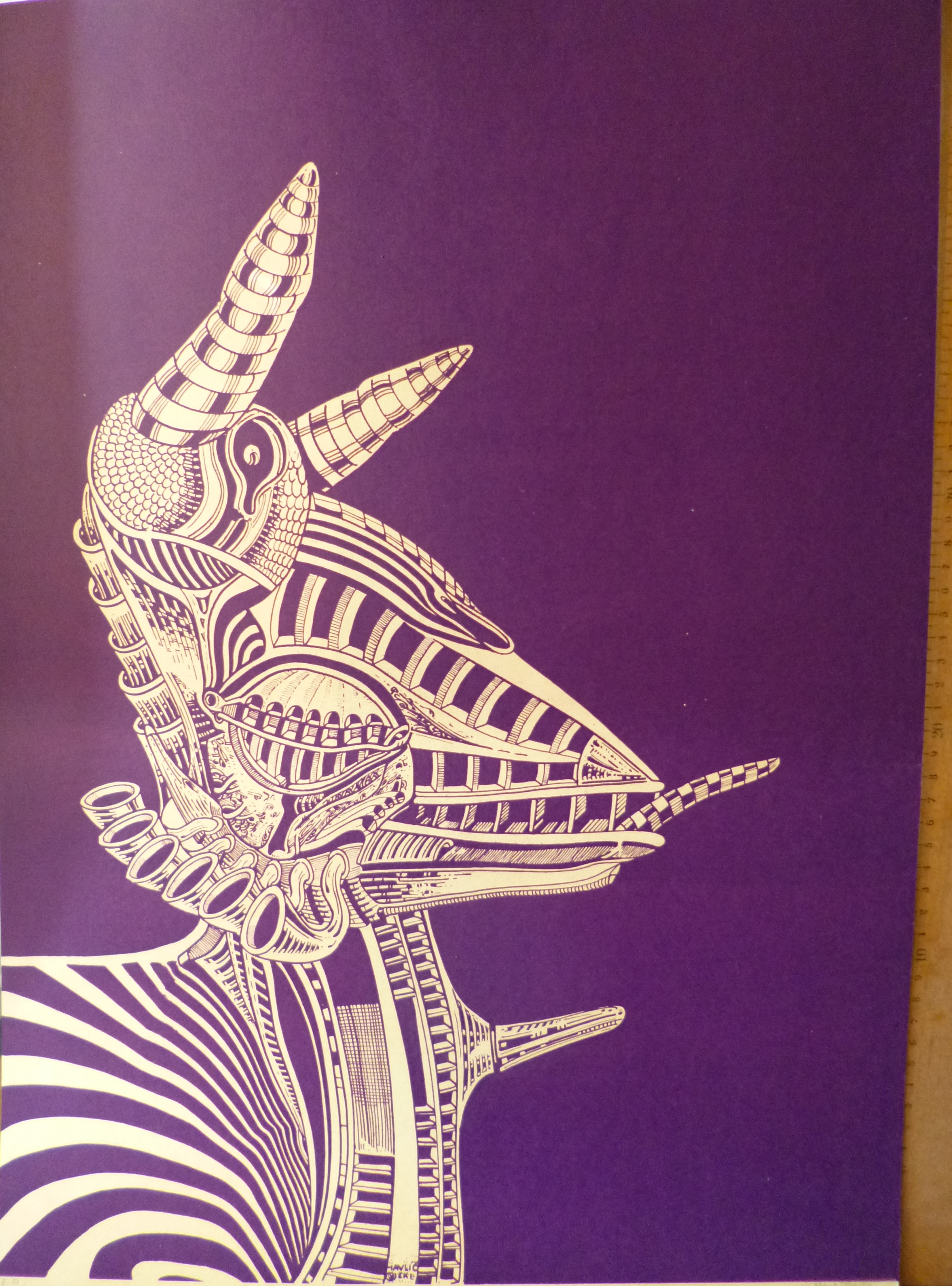
Jiří Havlíček, "Zebra", litografie, 80. léta 20. století
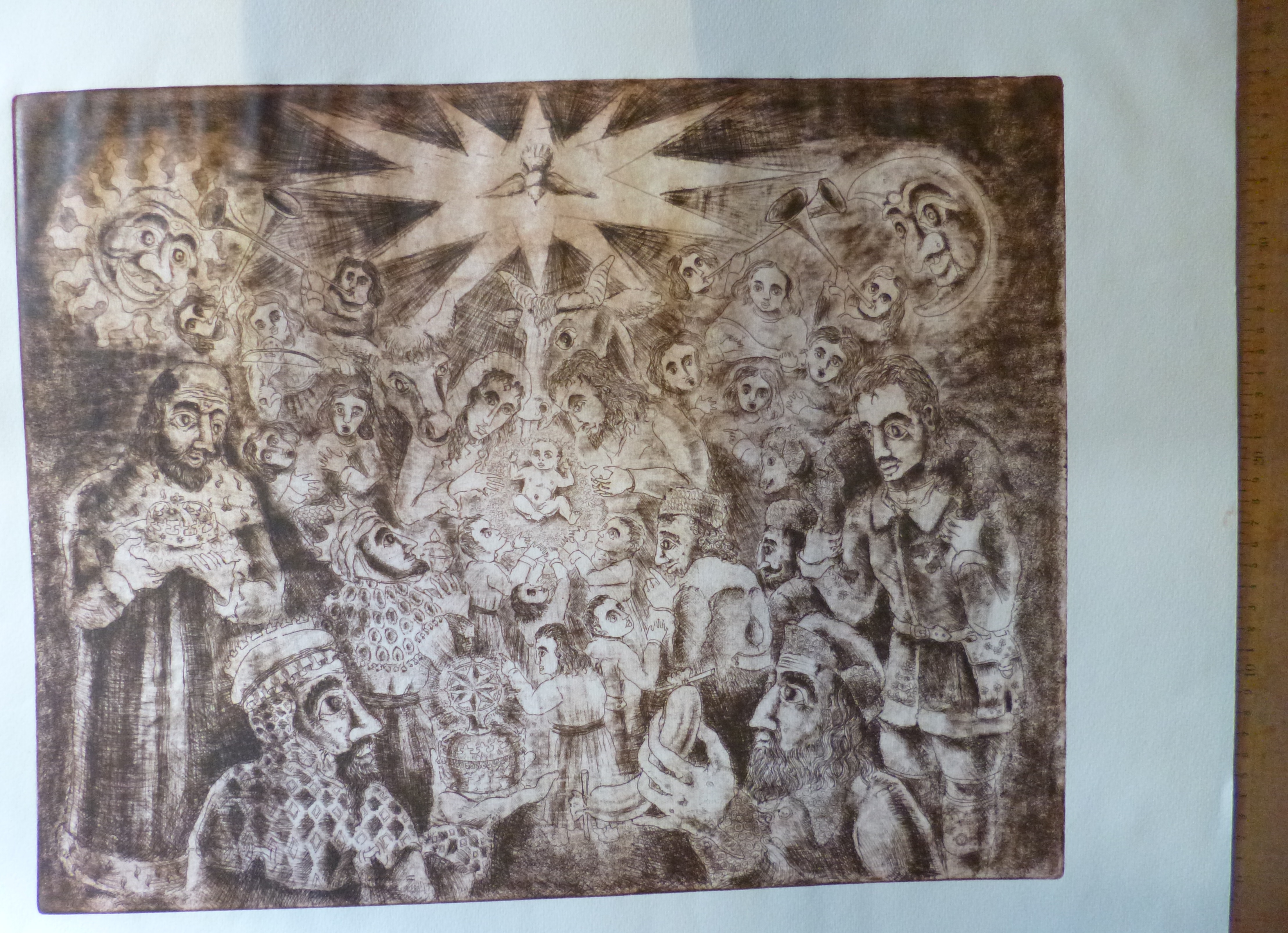
Jiří Havlíček, "Betlém", lept, 70. léta 20. století]
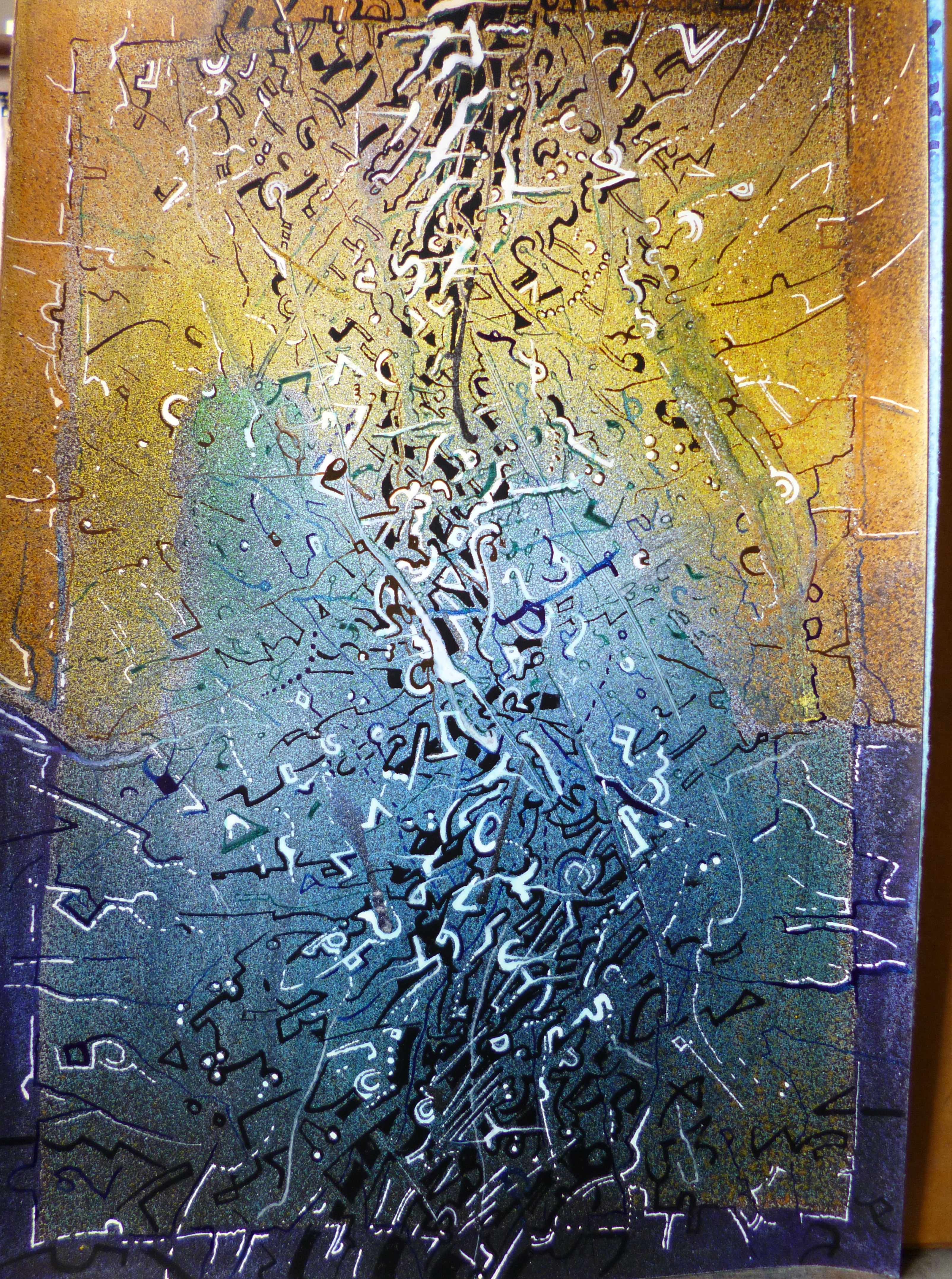
Jiří Havlíček, "Vesmírná silová pole", kombinovaná technika, 2003
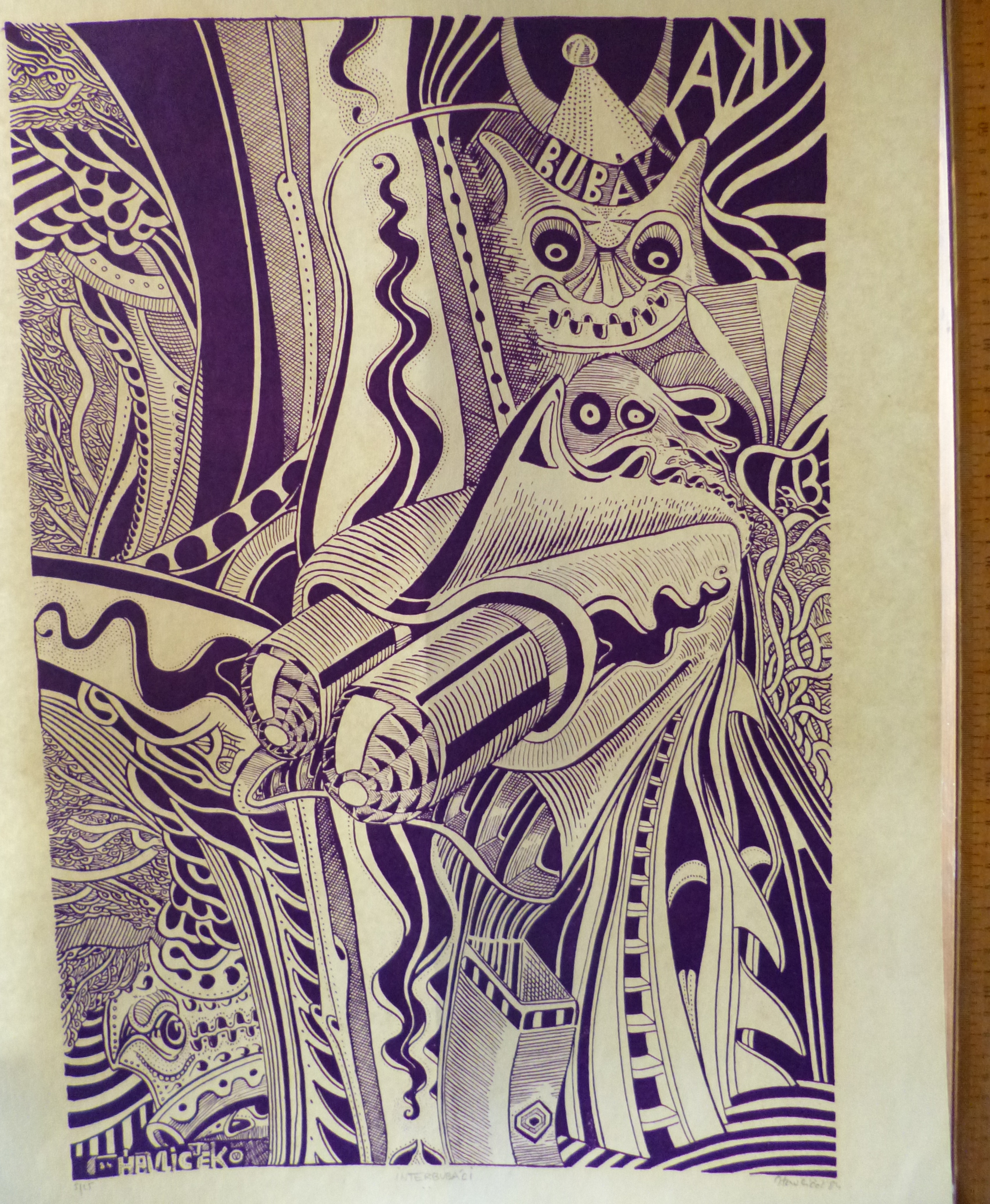
Jiří Havlíček, "Bubáci", litografie, 1984
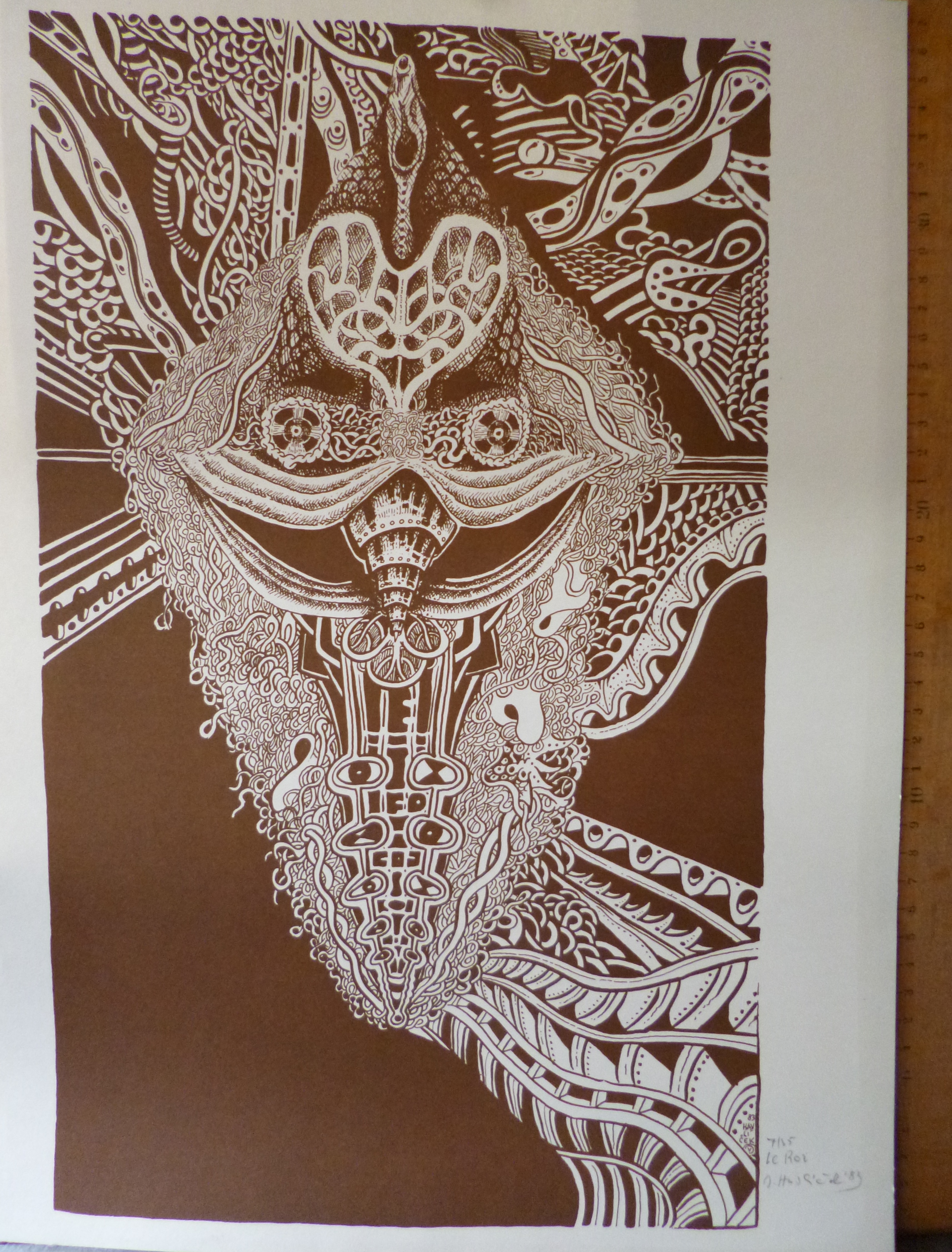
Jiří Havlíček, "Le roi", litografie, 1983
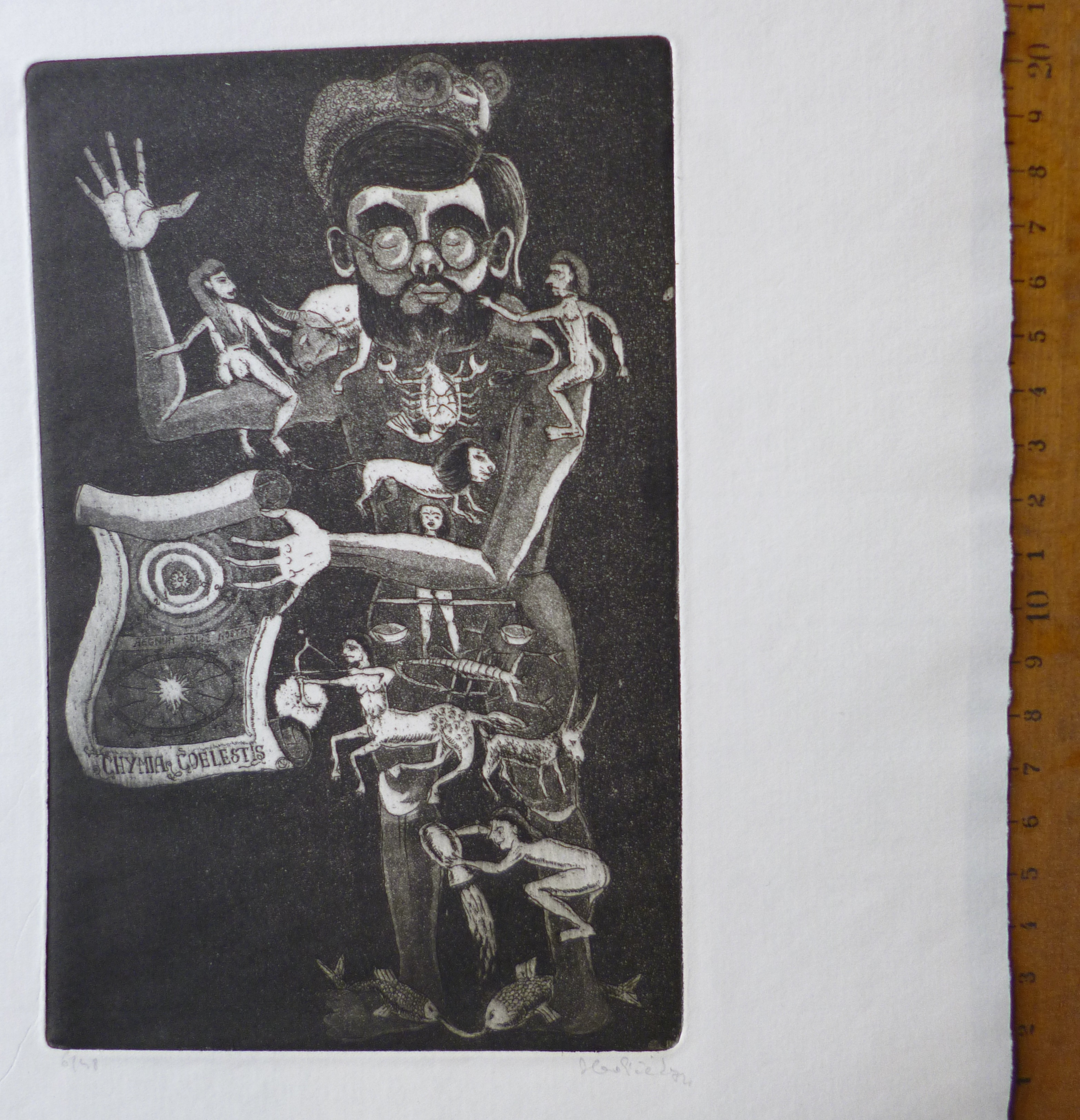
Jiří Havlíček, "Astrolog" (autoportrét), lept, 1974
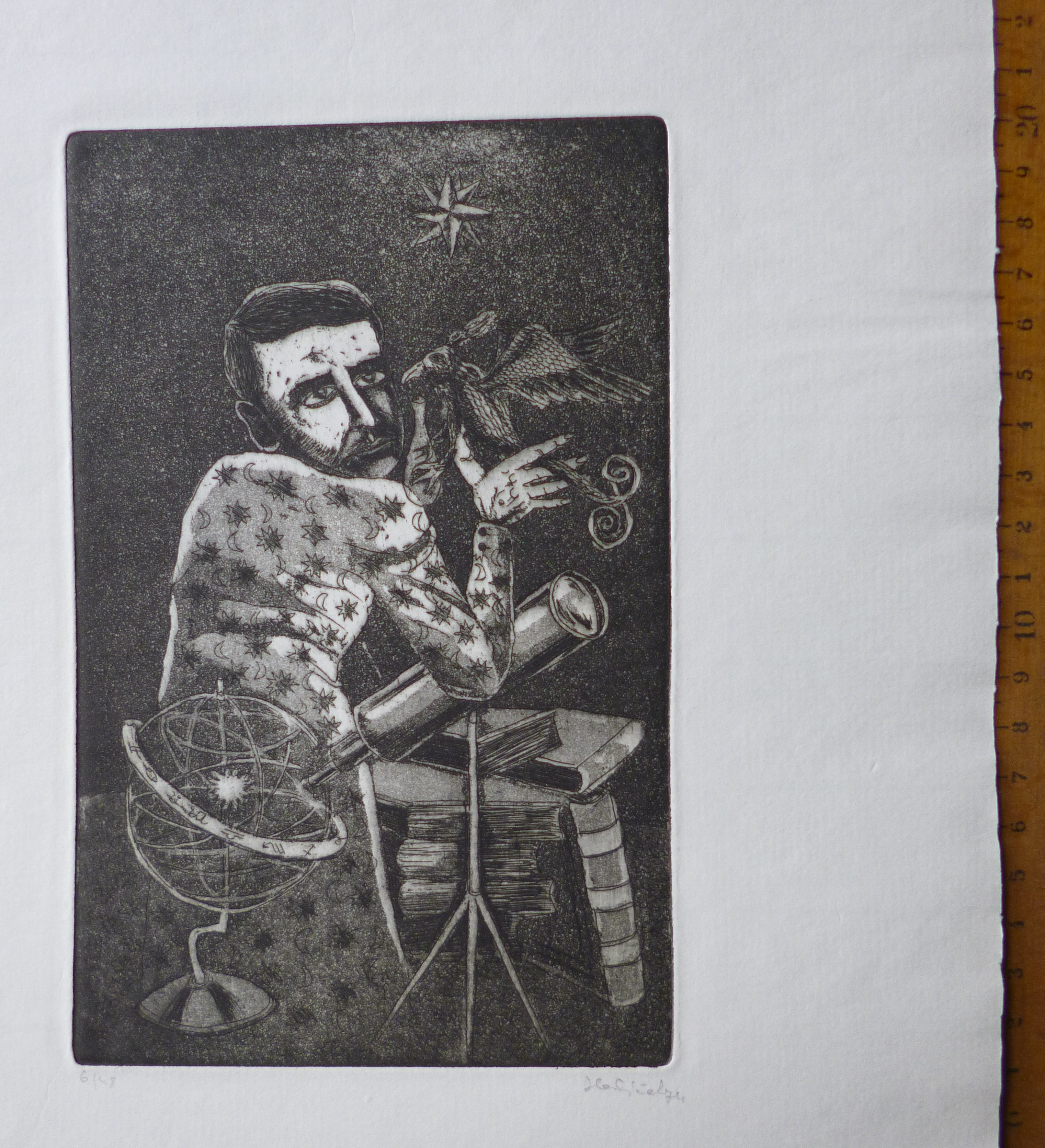
Jiří Havlíček, "Hvězdář" (Karel Tutsch), lept, 1974
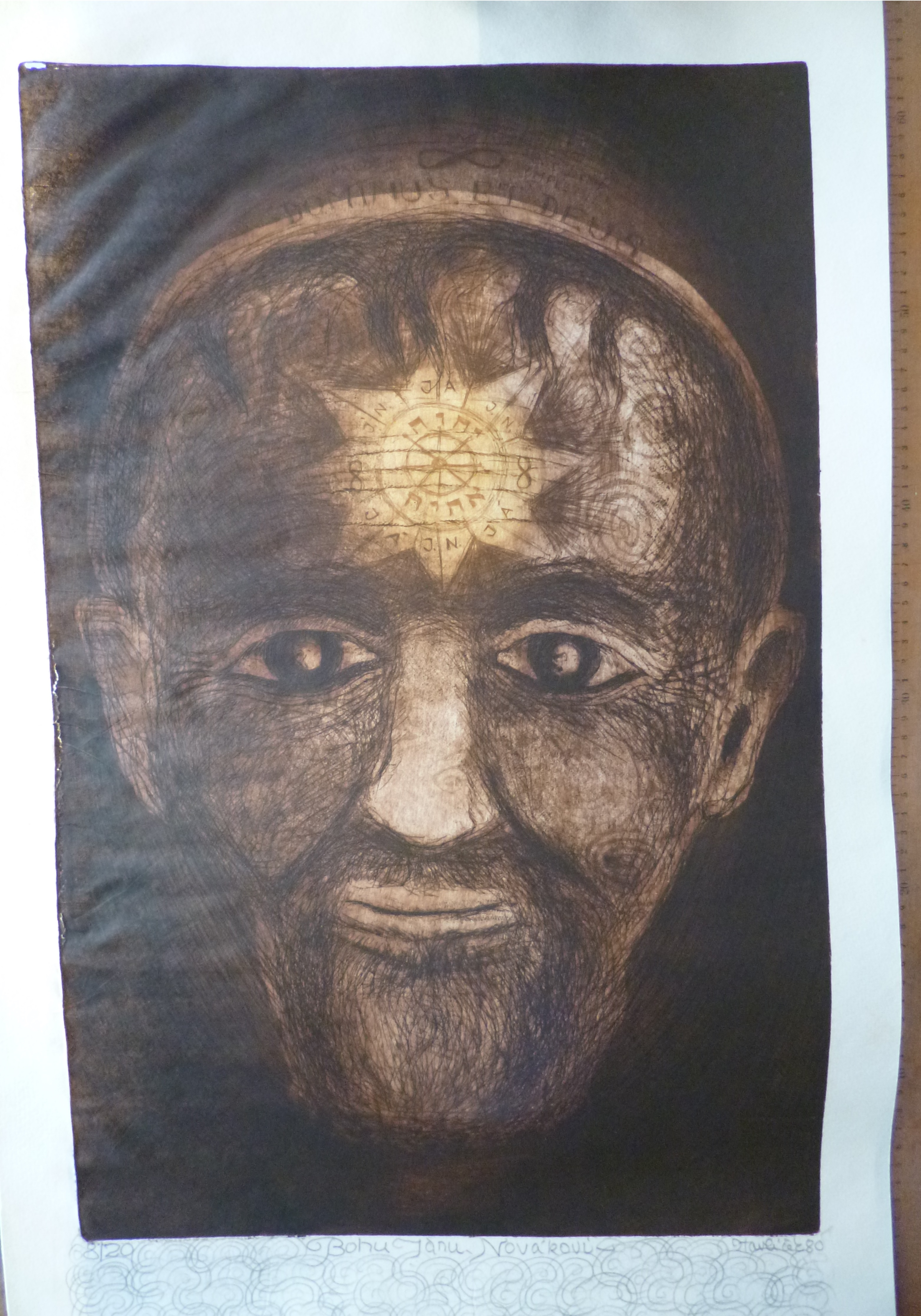
Jiří Havlíček, "Bohu Janu Novákovi", grafika, 1980
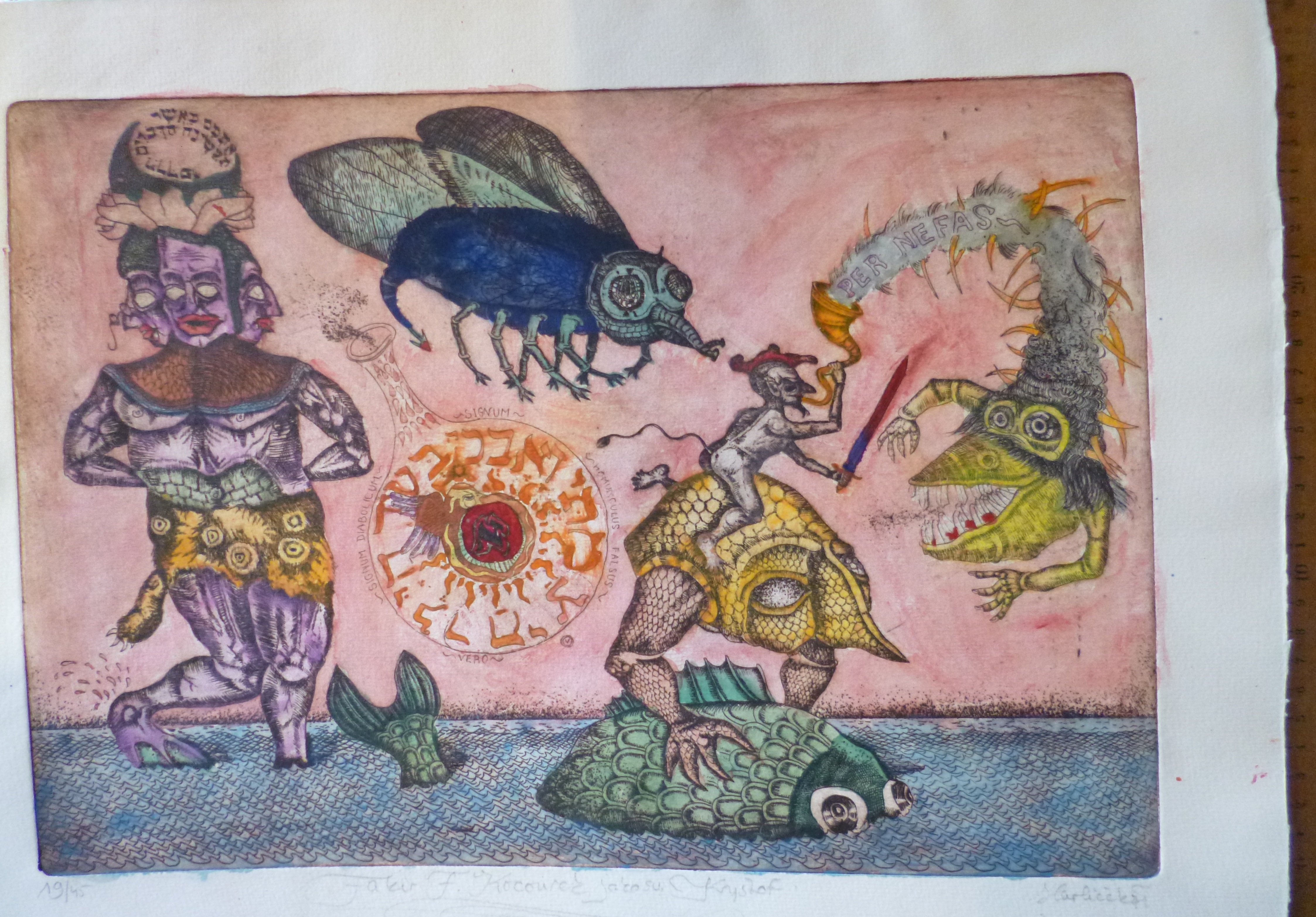
Jiří Havlíček, "Fakír F. Kocourek jako sv. Kryštof", kolorovaný lept, 1971
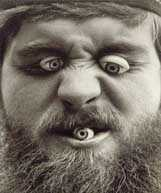
Jiří Havlíček - autoportrét, fotografie

## Výstavy

### Individuální
- 1971 Gall. of Czechoslovak Writers., Brno
- 1973 Galerie Theiler, Munster /D/ and Galerie Wilmersdorf, West Berlin
- 1975 Gall. B. Vaclavek, Brno
- 1976 University Club of Brno
- 1977 Museum J. A. Komensky, Uherský Brod and Folkgalerie, West Berlin
- 1978 Gall. of Theatre Rubín, Prague and Gall. of Bookshop Dlážděna street, Prague
- 1979 Galerie Blumenland, West Berlin and The House of Culture, Adamov u Brna
- 1980 Galerie Jutta, Düsseldorf-Erkrath /D/, Galerie Orbite 2000, Bruxelles /B/
- 1981 Galerie Ebelsberg, Linz/D. /A/
- 1982 Galerie v podloubí, Olomouc and The House of Culture, Vranovice u Brna
- 1983 Galerie Dílo, Brno
- 1986 The House of Fine Arts, Brno
- 1987 Galerie Dílo, Brno
- 1988 Gall. of City Theatre Zlín
- 1989 Galerie Dílo, Ostrava Galerie Dílo, Golden Lane, Prague
- 1990 City Gall., Swerdlovsk /RU/ City Museum, Mistelbach /A/ Galerie Dílo Domov, Prague Galerie Vincence Kramáře, Prague Theater Brett, Wien /A/ Neue Galerie, Wien /A/
- 1991 Galerie Dílo Prague and Bratislava, Theater Brett, Wien /A/
- 1992 Gal. D. Hoffmann, Wien /A/ Galerie Phoenix, Ternitz /A/
- 1993 Gall. Departement of Fine Art Masaryk`s University, Brno
- 1994 Galerie PA, Baden b.Wien /A/
- 1995 Galerie PA, Eisenstadt /A/ Theater Brett, Wien /A/
- 1996-97 The House of Fine Arts, Brno
- 1997 Gall. of Castle Zlín and Galerie Espace Champagne, École supérieure d`art et de design, Reims /F/
- 1998 Galerie Malovaný dům, Třebíč, City Museum Ostrava and Galerie Gemeentehuis, Evere /B/
- 1999 Gall. of Contemporary Art in the Castle Duchcov
- 2000 Galerie La Villa, Centre Culturel, Ganshoren /B/
- 2004 City Gallery Litomysl /CZ/
- 2006 Gall. Corridor, School of Design - University of Leeds /GB/
- 2009 Gall. Parallel, Prague /CZ/
- 2024 Gall. MZK (The Moravian Library), "V záhybech duše", curatorship: Johana Kratochvíla, Brno /CZ/

### Kolektivní (výběr)
- Belgie – Bruxelles 1969, 1972, 1973, 1975 1978 (member of surrealistic group C.I.A.F.M.A. Fantasmagie), Mons 1969, 1978, Liege 1971, Evere 1999, Ganshoren 1998, Bruxelles 2001, 2002
- Francie – Paris 1969 (National Bibliothéque, Galerie Mansart, Galerie P. Prouté), 1976 (Centre d art), 1978 (Galerie A. Blaizot), 1990 (Galerie P. Prouté), Angoulême 1974, Reims 1999, 2001, Bordeaux 2000, Larroque 2003
- Německo – Freiburg/B. 1970, Boechout 1977, Frankfurt/M. 1987, München 1988,1995, 2001 Stuttgart, Bonn 1990, 1993, West Berlin 1968, 1969, 1970, 1973, 1977, 1978
- Velká Británie – Bradford 2005 (Cartwright Hall Gall., Hibrida II)
- Itálie – Milano 1969, 1970, Bozen 1974, Torino 1975, 1978, 1994, Verona 1986, Piacenza 1994, (member of Italian surrealistic group Surfanta, Torino)
- Irsko – Listowel 1978, 1979, Dublin 2001
- Jugoslávie – Kruševac 1967 (member of Czech surrealistic group Lacoste)
- Litva – Vilnius 1993
- Mexiko – 1971
- Nizozemí – Neerpelt 1971, Amsterdam 1993
- Portugalsko – Lisboa 1976, Ovar 1978, Porto 1998
- Rakousko – Salzburg 1968 (Biennale des christlichen Kunst), Linz/D. 1995, 1998 Wien 1989, 1990, 1991, 1996, 1999, 2001 Baden b. Wien 1998
- Rusko – Sverdlovsk 1992
- Španělsko – Madrid 1969
- Švédsko – Gottingen 1974
- Švýcarsko – Zurich 1986, 1987, 1992,1995, 1999, 2000 Bern 1995, Chur 1997
- USA – New York 1988, Dallas 1991

## Zastoupení ve sbírkách
National Bibliothéque - Cabinet des estampes, Gal. P. Prouté Paris, Gal. Allen a Gal. Passepartout Kobenhavn, Centro culturale UXA Novara, Gal. Surfanta Torino, Gal. Solaria Milano, Kunstamt Wilmersdorf West Berlin,Kartenspielen Museum Stuttgart, National Bibliothéque - Cabinet des estampes, Gal. Orbite 2000 Bruxelles, Gal.RA Zürich, Jüdisches Museum Eisenstadt, National Gallery Prague, Ostravské muzeum Ostrava, Gal. B. Rejta Louny, City Museum of Brno.